# Loqueffret
Loqueffret (prononcé [lɔkefʁɛt]; nommée également Loquéffret non officiellement), en breton Lokeored (/lɔkɛʁt/), est une commune du centre du Finistère, en région Bretagne, dans l'ouest de la France. Situé au sud des monts d'Arrée, dans la partie orientale du parc naturel régional d'Armorique, c'est un petit village rural, ancienne patrie des Pilhaouers.
Couvrant 2 770 hectares, la commune était peuplée en 2006 de 406 habitants. Servie par un réseau hydrographique dense, elle présente deux entités géographiques distinctes de part et d'autre des dômes gréseux des monts d'Arrée : au nord des pentes recouvertes de landes descendant vers le lac Saint-Michel, au sud des pentes en cultures ou boisées, aux sols plus propices à l'agriculture.
« L'église paroissiale, la chapelle de la Croix et le manoir du Rusquec demeurent des sites patrimoniaux importants, alors que la qualité et la variété des sites naturels, des chemins et des panoramas favorisent les activités liées au tourisme rural. »

## Géographie

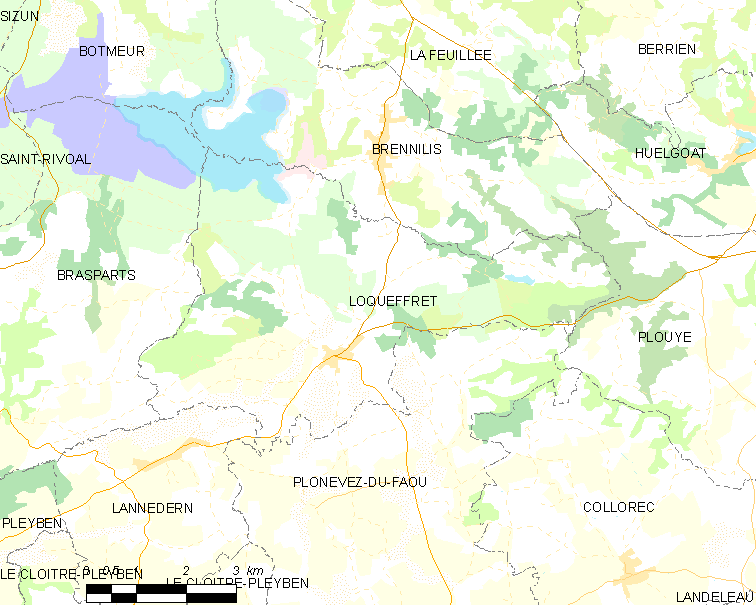
Carte schématique de la commune de Loqueffret

### Un village des monts d'Arrée, au cœur du Finistère
Loqueffret est situé au Centre du Finistère sur le versant Sud des monts d'Arrée, à l'immédiat Sud-Est du Yeun Elez et du réservoir de Saint-Michel, ancienne tourbière, et à mi-distance de Huelgoat et Pleyben, à environ 35 kilomètres au sud de Morlaix, et 45 au Nord-Est de Quimper. Ses communes limitrophes sont au Nord Brennilis, à l'Est Plouyé, au Sud Plonévez-du-Faou, au Sud-Ouest Lannédern et à l'Ouest Brasparts.
Loqueffret est situé au carrefour de deux axes départementaux secondaires : la D14, qui relie Morlaix à Pleyben via Huelgoat et la D36, qui traverse le centre Finistère du Nord (Morlaix) au Sud (Rosporden) dans le prolongement de la D785 (Morlaix-Quimper) dont elle se différencie au Nord de Brennilis, avant de traverser les monts. On trouve en outre deux grosses voies communales, dont l'une mène à Brasparts et l'autre au site nucléaire de Brennilis.
| Botmeur Réservoir de Saint-Michel | Brennilis        | Huelgoat |
| Brasparts                         | Loqueffret       | Plouyé   |
| Lannedern                         | Plonévez-du-Faou |          |

| - Carte topographique de la commune de Loqueffret. |

### Un paysage mixte de landes et de bocage

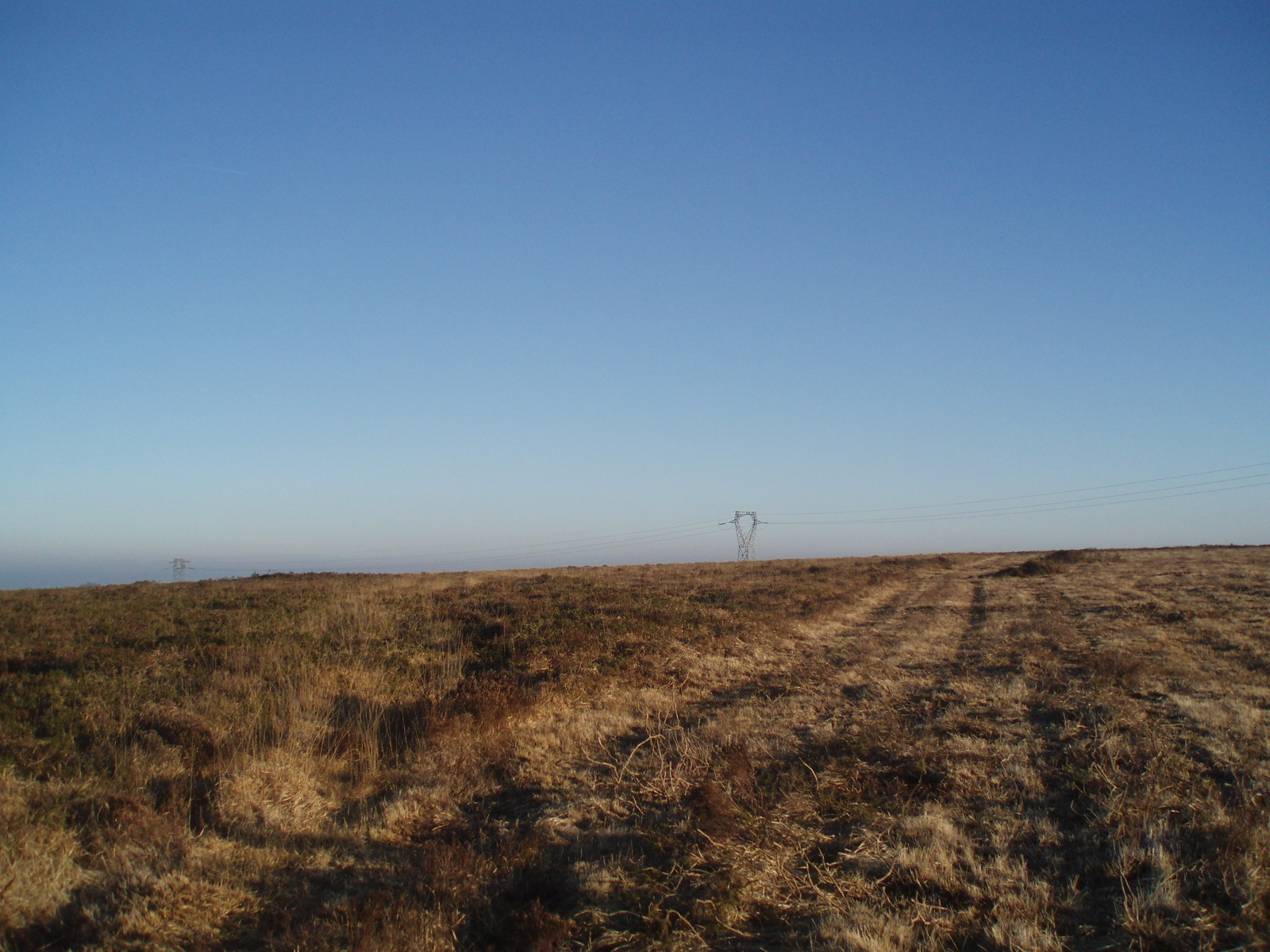
Le sommet plan du Menez Keryéven, point culminant de Loqueffret (296 m).

Loqueffret est situé au niveau de la ligne de crête Sud des monts d'Arrée, « vaste ensemble de collines de grès armoricain (Ménez), d'affleurements de schistes et quartzites de Plougastel (Roc'h), recouverts de landes (et localement de boisements de résineux), abritant sur les pentes, talwegs et fonds de vallée des complexes tourbeux exceptionnels ». Cela permet à la commune d'être composée de trois entités géographiques distinctes : au Nord-Ouest, la dépression du Yeun Elez, au Centre, les sommets des monts d'Arrée, ailleurs, leurs contreforts. On retrouve donc sur la commune tous les paysages traditionnels des monts d'Arrée.

#### Le Yeun Elez et les sommets
Le Nord-Ouest de Loqueffret occupe le Sud-Est de la dépression Yeun Elez. Depuis les sommets, les monts d'Arrée descendent en pente d'abord assez marquée vers le Nord (50 m de dénivelé sur deux kilomètres) puis plus lentement vers le réservoir de Saint-Michel. Les pentes sont recouvertes de landes, tout comme la dépression elle-même, qui accueille également des tourbières (dont la principale au sud-est du lac) et quelques champs striés de haies (principalement autour de Forc'han et de Kerguéven). Plusieurs lacs et bassins témoignent de l'ancien passé marécageux de l'espace. Au Nord de la commune, l'Éllez la démarque de Brennilis, à l'Ouest la démarcation ne suit aucun tracé topographiquement remarquable.
Les sommets gréseux (un sommet de 291 m, le Ménez-Keryéven de 296 m et le Ménez-Du de 293 m) bordent la dépression et sont les points culminants du Sud des monts d'Arrée. Ils sont uniquement recouverts de landes.

#### Les contreforts des monts d'Arrée
Le reste de la commune prend pied sur les pentes Sud-Est des monts d'Arrée. L'orientation globale des sommets est Nord-Sud et Ouest-Est. Le relief est très heurté, avec des dénivelés parfois supérieurs à 100 mètres sur 300 mètres (gorges du Run Du, Rusquec), causés par un très fort encaissement des nombreuses vallées : à l'ouest, un affluent de la Douffine qui sert de limite communale avec Brasparts ; au Centre, un ruisseau aujourd'hui temporaire, qui se jette dans des affluents de la Douffine qui servent de limite communale avec Lannédern et Plonévez-du-Faou ; au Sud-Est un sous-affluent du Stêr-Goann, qui sert de limite communale avec Plonévez-du-Faou ; à l'Est l'Elez qui, au sortir du Yeun Elez tombe de plus de 115 m au Rusquec. Ce réseau hydrographique dense est cependant composé majoritairement de petits ruisseaux, dont de nombreux sont temporaires.
Ce relief vallonné accueille deux paysages complémentaires : la forêt (bois de Rusquec et de Bodriec, bois au sud du Ménez-Du) et parfois quelques friches sur les pentes les plus fortes ; un bocage de densité variable, très altéré au Sud-Ouest, sur le reste du territoire.
La carrière du Rest représente une réserve d'eau potentielle de 500 000 m³ qui pourrait, après la cessation d'exploitation prévue pour 2032. Cette carrière pourrait alors soutenir les débits de l'Aulne en période d'étiage.

#### L'Éllez et sa vallée

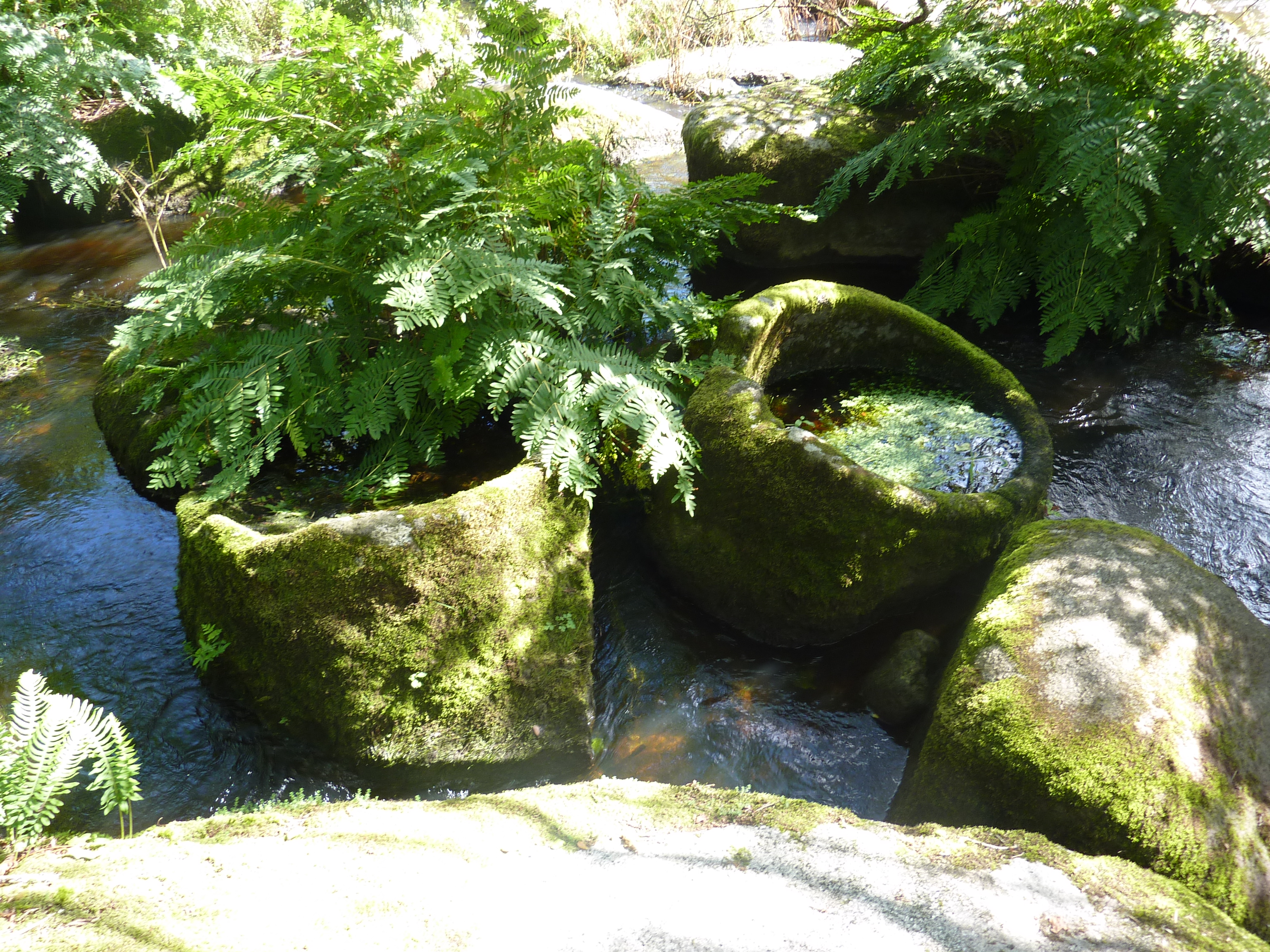
Gué de Mardoul sur l'Éllez : cavités et rigoles, traces de rites sacrificiels d'une religion pré-chrétienne.

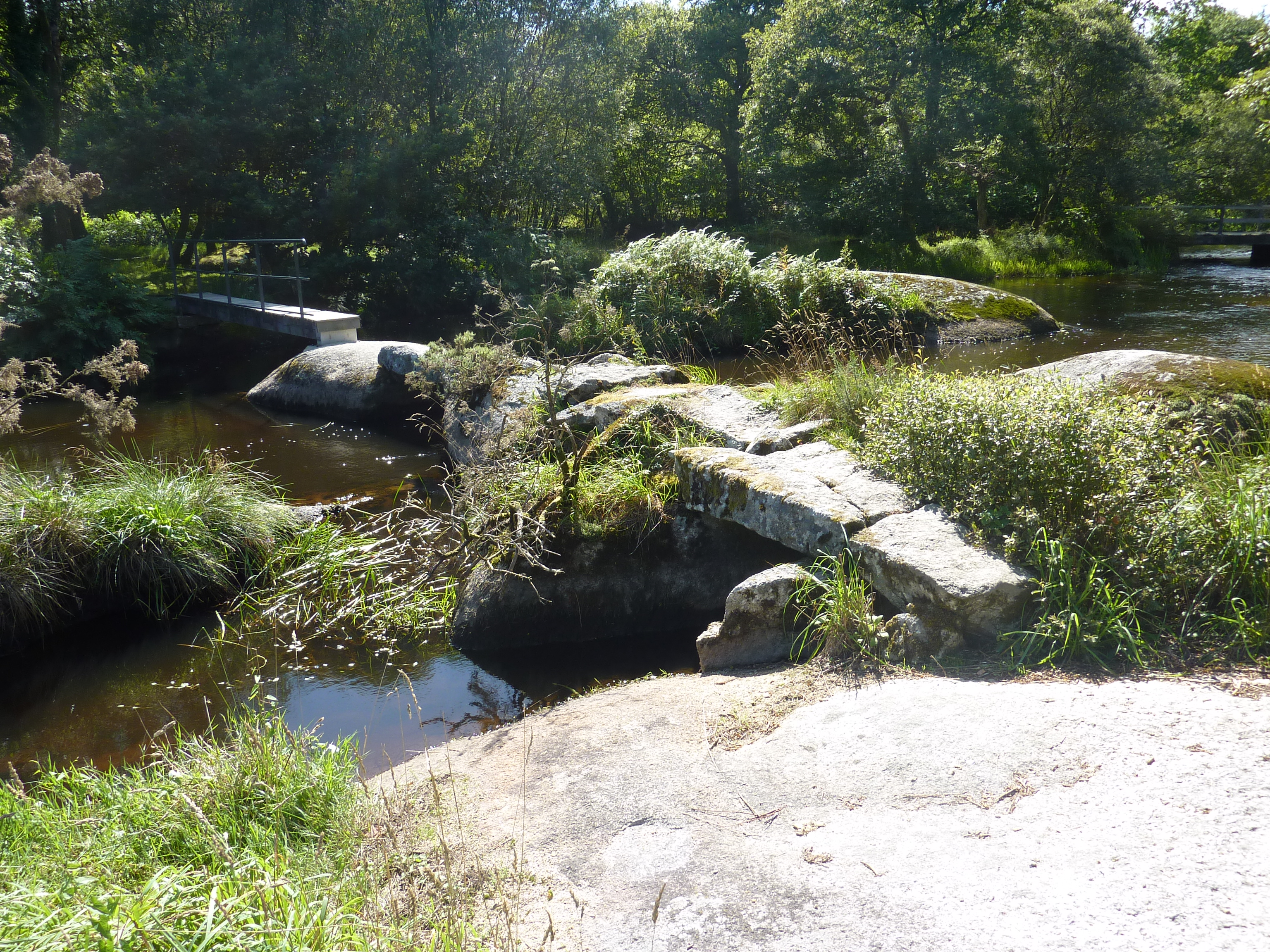
Mardoul : l'ancien pont amont sur l'Éllez.

L'Éllez, en aval du lac Réservoir de Saint-Michel, sert de limite communale entre Loqueffret et Brennilis. Ce cours d'eau et ses affluents ont permis l'installation de moulins à Keryeven, Kerrannou, Mardoul, Kerprouet, Rusquec. Le moulin de Mardoul a été construit tardivement (après 1813) mais il était encore en activité en 1907.
L'Éllez, célèbre par le passé pour sa cascade de Saint-Herbot désormais disparue en raison des aménagements hydroélectriques effectués dans la décennie 1920 (barrage et petit lac de retenue), passe ensuite par le village de Saint-Herbot avant de confluer avec l'Aulne plus en aval.
Le chaos de Mardoul sur l'Éllez a été longtemps un lieu de passage privilégié pour franchir la rivière : deux très anciens ponts subsistent, à 200 mètres de distance l'un de l'autre, et le gué de Mardoul est facile à franchir en raison des roches multiples qui parsèment le lit du cours d'eau (le « chaos de Mardoul »). Les particularités du lieu expliquent les traces de très anciennes cérémonies religieuses d'une religion pré-chrétienne qui s'y voient encore (cavités circulaires taillées dans la pierre, rigoles sacrificielles).

### Un climat typique des montagnes bretonnes
Le climat de Loqueffret est soumis à une double influence. Globalement, le Finistère, où se situe Loqueffret, « du fait de sa position péninsulaire sous une latitude moyenne, en façade occidentale de l'Europe, (...) jouit d'un climat tempéré, venté et humide, n'excluant pas des périodes de sécheresse et d'ensoleillement selon les années et les saisons. » La pluie tombe assez régulièrement, avec cependant des mois d'été plus secs, et la période allant d'octobre à mars la plus humide (65 % des précipitations).
Cependant, l'influence montagnarde tempère l'influence océanique, d'où des précipitations atteignant 1 500 mm en moyenne annuelle (contre 700 pour les côtes) et des hivers parfois froids, particulièrement sur les hauteurs, comme en témoigne le proverbe local « E Loqueffret eo maro an diaoul gant an anouet » (« À Loqueffret le diable mourut de froid. »).

### Occupation du territoire
Si le bourg, situé sur une pente légère au sud du passage entre les Ménez Du et Kéryeven, concentre aujourd'hui la majeure partie de la population, Loqueffret compte de nombreux hameaux et lieux-dits encore habités, répartis d'une manière assez homogène sur les contreforts, mais inexistants sur les sommets (le dernier village qui y était situé, Norohou, a été déserté à la fin du XIXe siècle) et à proximité du lac (l'insalubrité de l'ancien marais rendait l'installation problématique). Les principaux regroupements de population hors du bourg sont Bilirit, Poulfoan, Couzanet et Kermarc.

### Géologie
La "Société des Kaolins du Finistère" a exploité un gisement de kaolin (la kaolinisation affecte largement les bordures du pluton granitique du Huelgoat) à Menez-Molvé en Berrien, et désormais en exploite un au Rest en Loqueffret.

### Hydrographie
Pour un article plus général, voir Réseau hydrographique du Finistère.
La commune est située dans le bassin Loire-Bretagne. Elle est drainée par la rivière l'ellez, l'Ellez, le Stêr Goanez, le ruisseau de Roudoudour, le ruisseau hoaz-glaz et divers autres petits cours d'eau,.
L'Ellez, d'une longueur de 28 km, prend sa source dans la commune de Saint-Rivoal et se jette  dans l'Aulne à Landeleau, après avoir traversé neuf communes.  Les caractéristiques hydrologiques de l'Ellez sont données par la station hydrologique située sur la commune. Le débit moyen mensuel est de 1,16 m3/s. Le débit moyen journalier maximum est de 19,5 m3/s, atteint lors de la crue du 29 décembre 1994. Le débit instantané maximal est quant à lui de 32,7 m3/s, atteint le 2 novembre 2023.
Le Ster Goanez, d'une longueur de 24 km, prend sa source dans la commune  et se jette  dans le canal de Nantes à Brest à Saint-Thois, après avoir traversé six communes. 

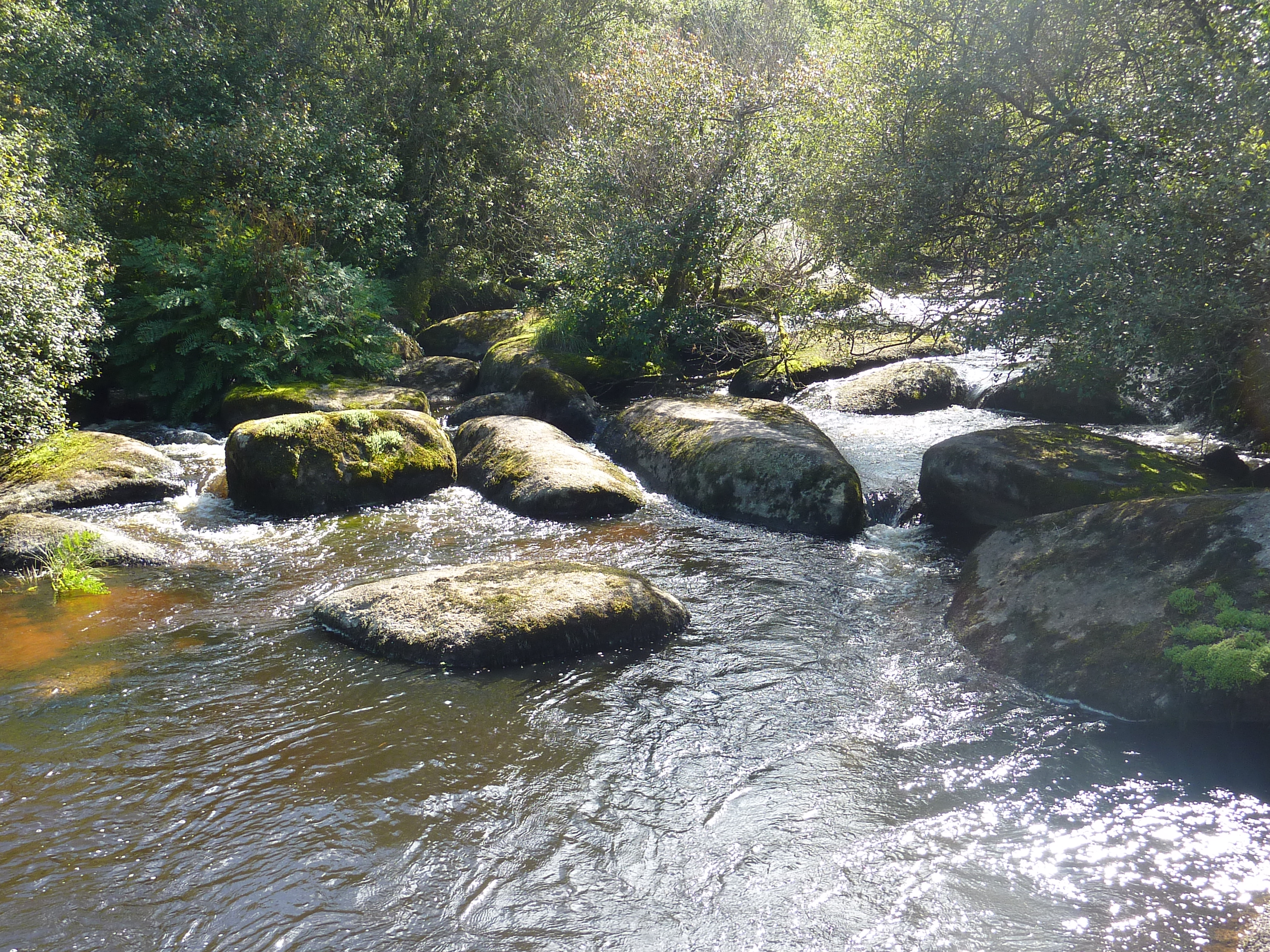
Le chaos de Mardoul sur l'Éllez.
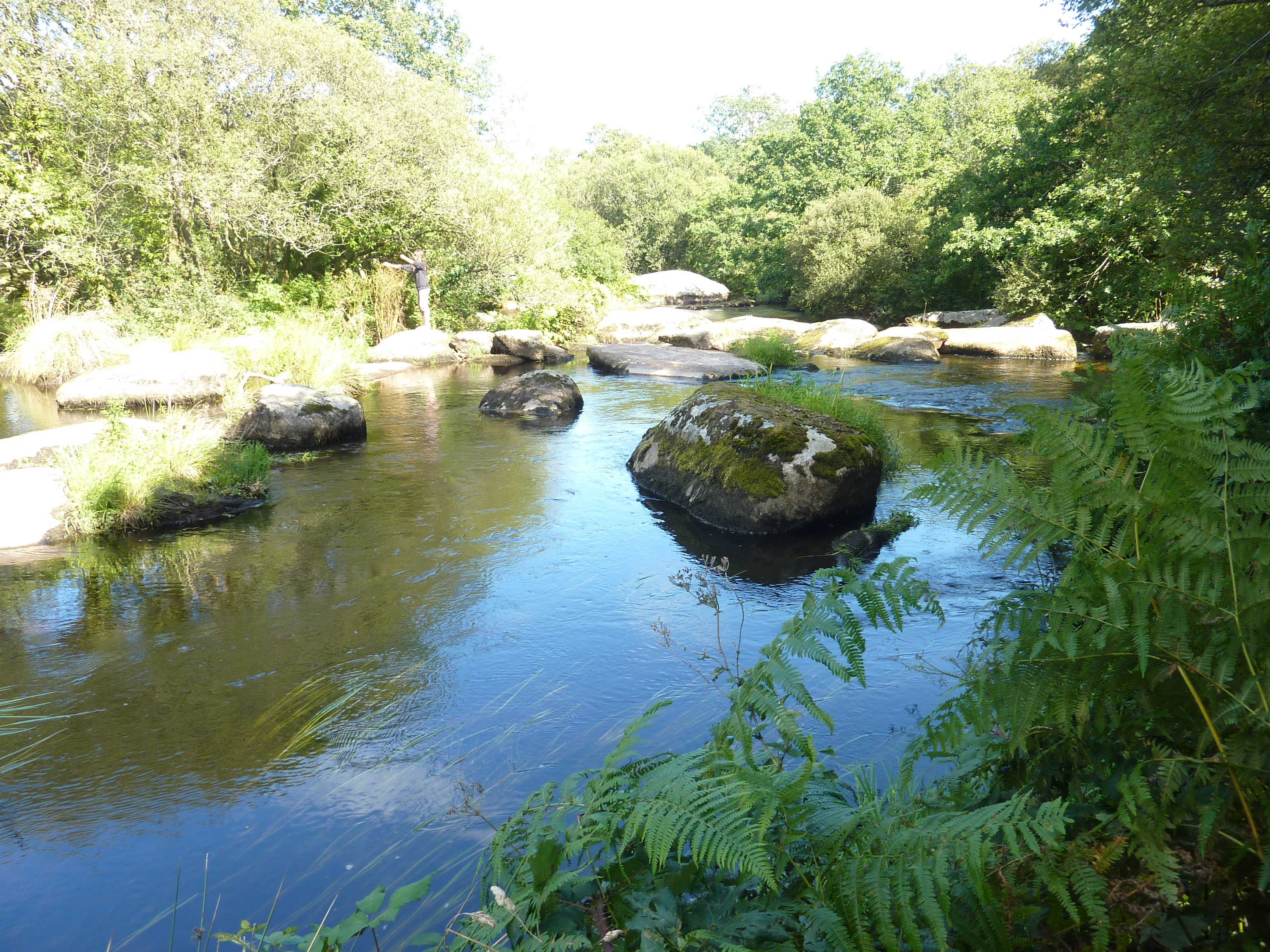
Mardoul : le chaos de l'Éllez.
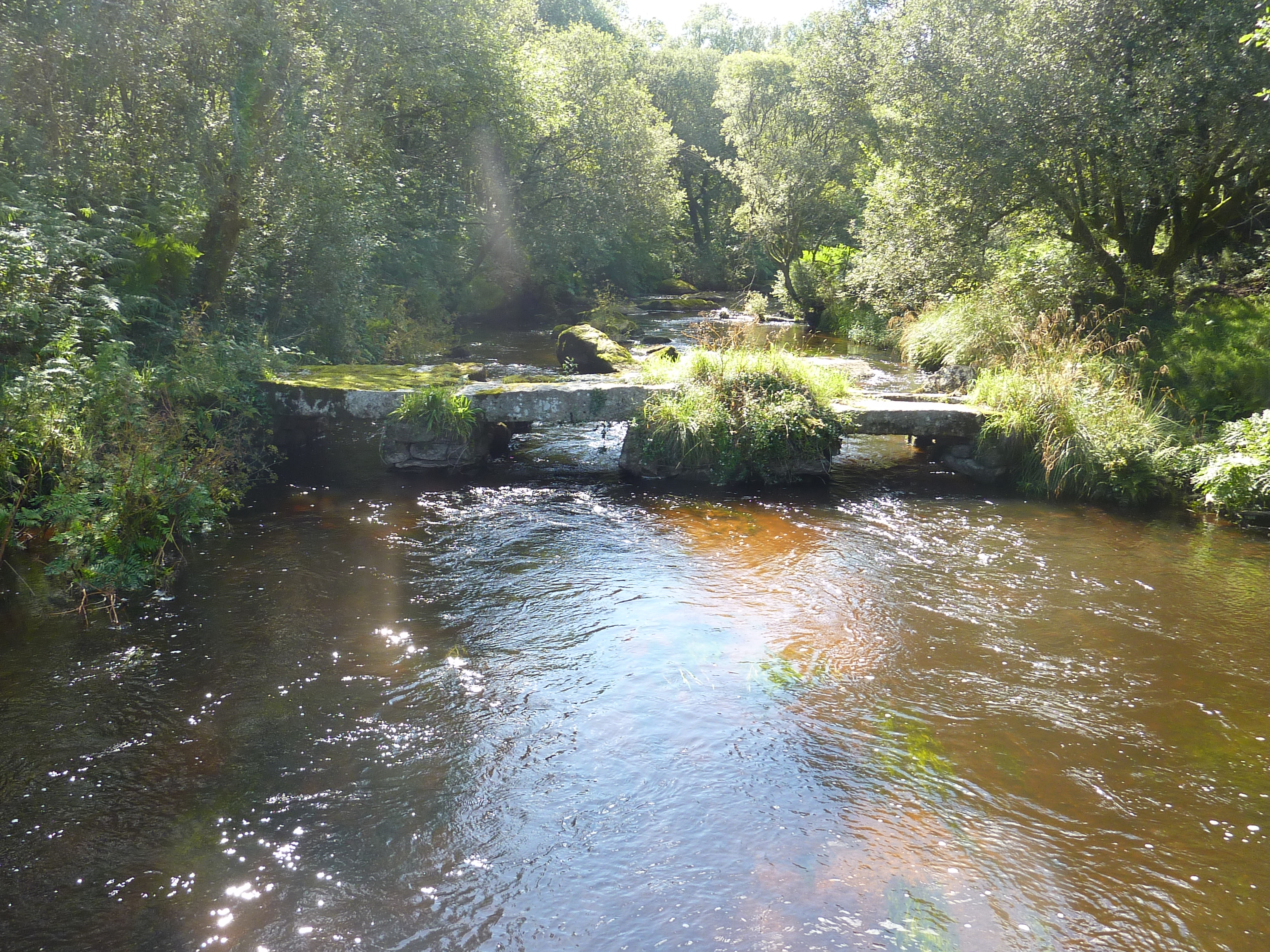
Mardoul : l'ancien pont aval sur l'Éllez (vu de l'aval).
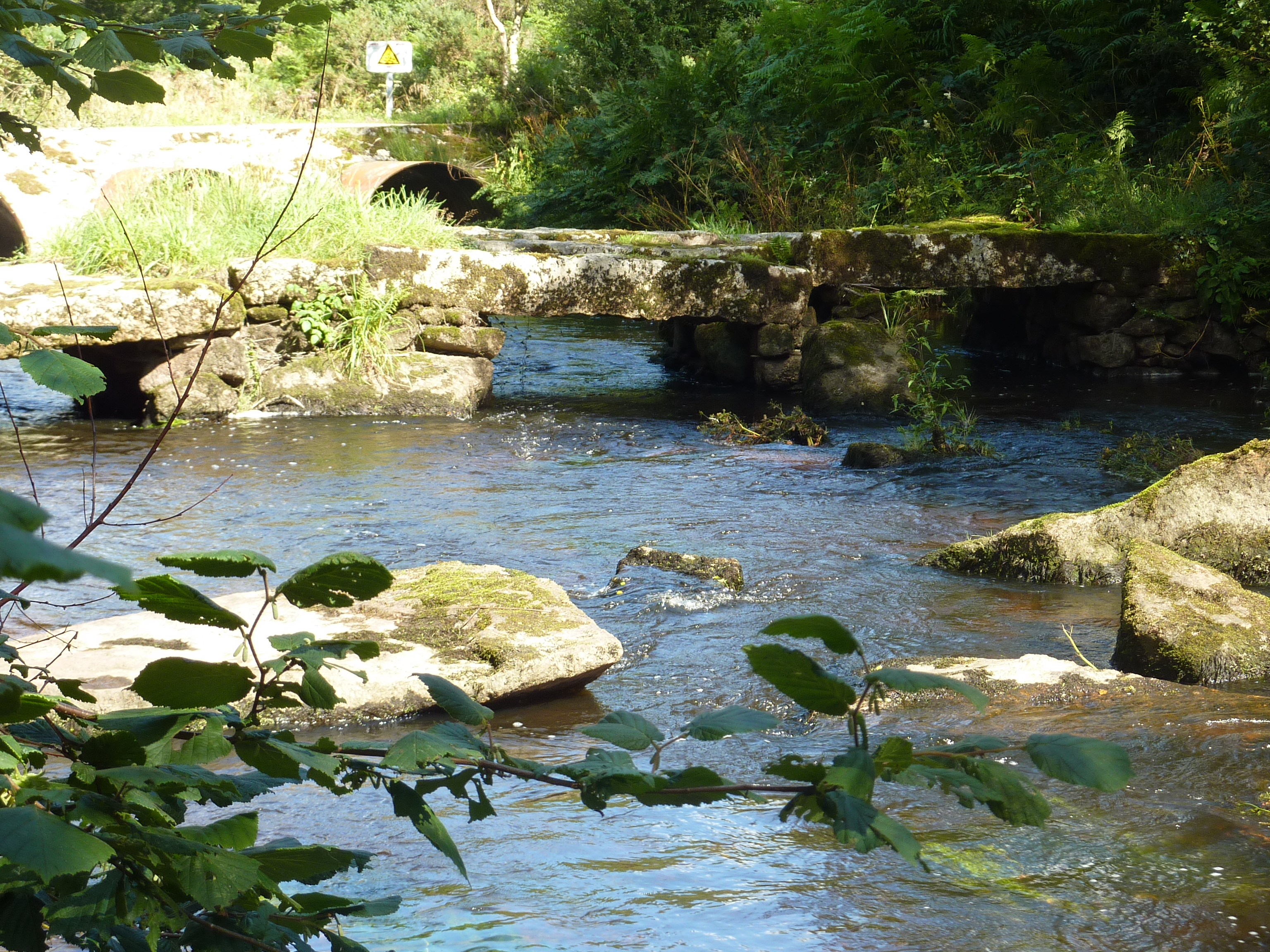
Mardoul : l'ancien pont aval sur l'Éllez (vu de l'amont).

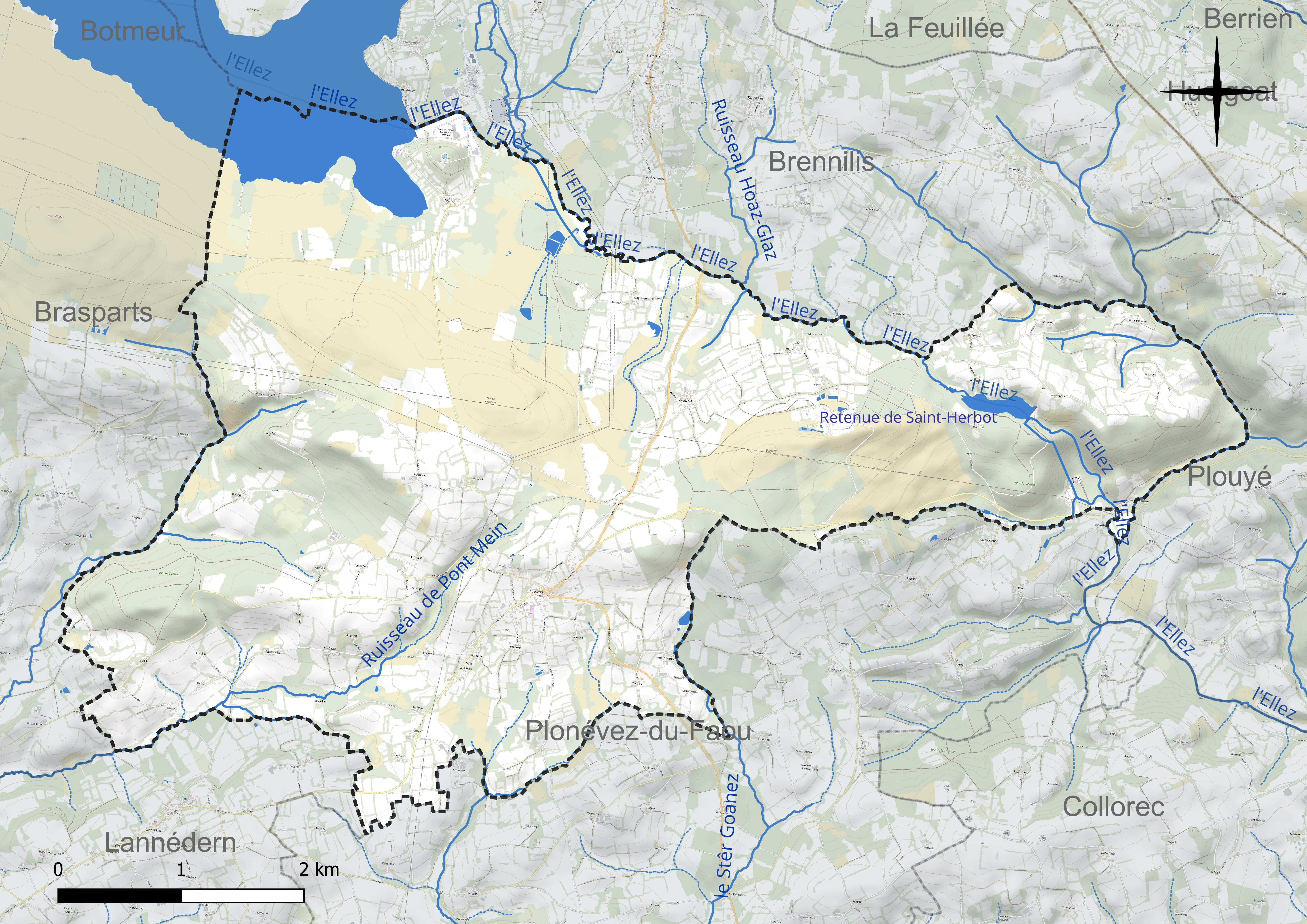
Réseau hydrographique de Loqueffret.

Deux plans d'eau complètent le réseau hydrographique : la retenue de Saint-Herbot (7,3 ha) et le lac Saint-Michel, d'une superficie totale de 450,6 ha (91,5 ha sur la commune),.

### Climat
Pour des articles plus généraux, voir Climat de la Bretagne et Climat du Finistère.
En 2010, le climat de la commune est de type climat océanique franc, selon une étude du CNRS s'appuyant sur une série de données couvrant la période 1971-2000. En 2020, Météo-France publie une typologie des climats de la France métropolitaine dans laquelle la commune est exposée à un climat océanique et est dans la région climatique  Finistère nord, caractérisée par une pluviométrie élevée, des températures douces en hiver (6 °C), fraîches en été et des vents forts. Parallèlement l'observatoire de l'environnement en Bretagne publie en 2020 un zonage climatique de la région Bretagne, s'appuyant sur des données de Météo-France de 2009. La commune est, selon ce zonage, dans la zone « Monts d'Arrée », avec des hivers froids, peu de chaleurs et de fortes pluies.  
Pour la période 1971-2000, la température annuelle moyenne est de 10,6 °C, avec  une amplitude thermique annuelle de 11,7 °C. Le cumul annuel moyen de précipitations est de 1 388 mm, avec 16,5 jours de précipitations en janvier et 9,5 jours en juillet. Pour la période 1991-2020, la température moyenne annuelle observée sur la station météorologique la plus proche, située sur la commune de Brennilis à 4 km à vol d'oiseau, est de 10,9 °C et le cumul annuel moyen de précipitations est de 1 552,3 mm,. Pour l'avenir, les paramètres climatiques de la commune estimés pour 2050 selon différents scénarios d'émission de gaz à effet de serre sont consultables sur un site dédié publié par Météo-France en novembre 2022.

## Urbanisme

### Typologie
Au 1er janvier 2024, Loqueffret est catégorisée commune rurale à habitat très dispersé, selon la nouvelle grille communale de densité à 7 niveaux définie par l'Insee en 2022.
Elle est située hors unité urbaine. Par ailleurs la commune fait partie de l'aire d'attraction de Pleyben - Châteaulin, dont elle est une commune de la couronne,. Cette aire, qui regroupe 18 communes, est catégorisée dans les aires de moins de 50 000 habitants,.

### Occupation des sols simplifiée
L'occupation des sols de la commune, telle qu'elle ressort de la base de données européenne d'occupation biophysique des sols Corine Land Cover (CLC), est marquée par l'importance des territoires agricoles (52,7 % en 2018), en augmentation par rapport à 1990 (49,2 %). La répartition détaillée en 2018 est la suivante : 
zones agricoles hétérogènes (41,9 %), milieux à végétation arbustive et/ou herbacée (23,8 %), forêts (18,4 %), terres arables (7,9 %), eaux continentales (3,5 %), prairies (2,9 %), zones urbanisées (1,1 %), zones industrielles ou commerciales et réseaux de communication (0,6 %). L'évolution de l'occupation des sols de la commune et de ses infrastructures peut être observée sur les différentes représentations cartographiques du territoire : la carte de Cassini (XVIIIe siècle), la carte d'état-major (1820-1866) et les cartes ou photos aériennes de l'IGN pour la période actuelle (1950 à aujourd'hui).

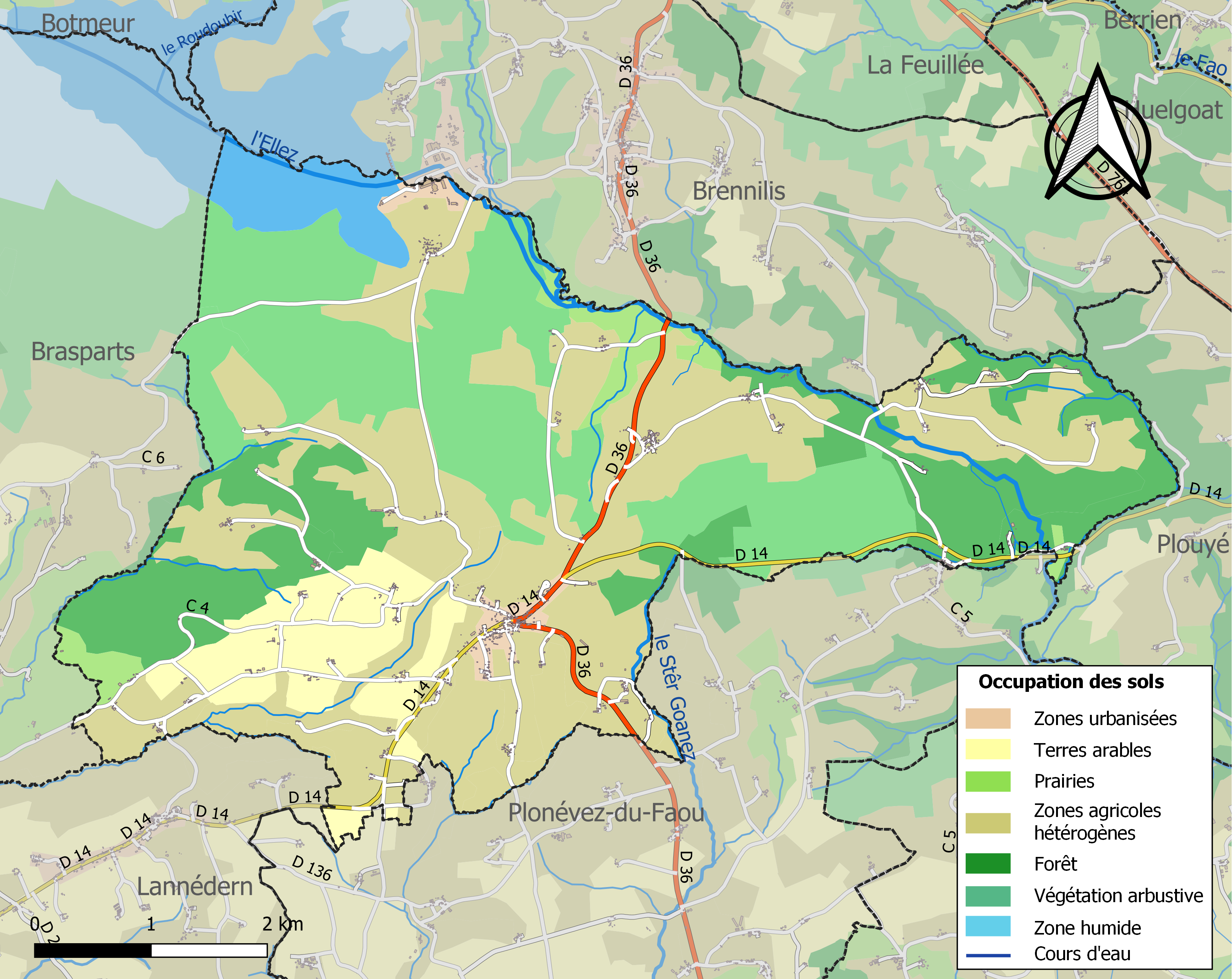
Carte des infrastructures et de l'occupation des sols de la commune en 2018 (CLC).

### Occupation des sols détaillée
Le tableau ci-dessous présente l'occupation des sols détaillée de la commune en 2018, telle qu'elle ressort de la base de données européenne d'occupation biophysique des sols Corine Land Cover (CLC).
| Type d'occupation                                                                   | Pourcentage | Superficie (en hectares) |
| ----------------------------------------------------------------------------------- | ----------- | ------------------------ |
| Tissu urbain discontinu                                                             | 1,1 %       | 30                       |
| Zones industrielles ou commerciales et installations publiques                      | 0,5 %       | 15                       |
| Terres arables hors périmètres d'irrigation                                         | 7,9 %       | 219                      |
| Prairies et autres surfaces toujours en herbe                                       | 2,9 %       | 79                       |
| Systèmes culturaux et parcellaires complexes                                        | 35,7 %      | 988                      |
| Surfaces essentiellement agricoles interrompues par des espaces naturels importants | 6,2 %       | 172                      |
| Forêts de feuillus                                                                  | 9,2 %       | 254                      |
| Forêts de conifères                                                                 | 5,7 %       | 159                      |
| Forêts mélangées                                                                    | 3,5 %       | 97                       |
| Landes et broussailles                                                              | 22,2 %      | 615                      |
| Forêt et végétation arbustive en mutation                                           | 1,6 %       | 45                       |
| Plans d'eau                                                                         | 3,5 %       | 96                       |
| Source : Corine Land Cover                                                          |             |                          |

## Toponymie
Le nom du lieu est attesté en 1368 sous la forme « Locqueuret » et « Locquirec » et comme faisant partie de Plebs Montis, la « paroisse de la montagne », nom latin du village de Plouénez en Brennilis. On trouve les formes « Locquevret » en 1395, « Loquevret » en 1496, « Locqueffret » en 1516, et la forme actuelle « Loqueffret » en 1536.
Le toponyme est composé de loc, préfixe courant dans les toponymes bretons, dérivant du latin locus, « lieu » et qualifiant des fondations religieuses, modestes à l'origine et postérieures au XIe siècle. Ce préfixe est complété par « queffret », dont la forme ancienne « quevret » renvoie à un saint Guevret.
En breton moderne, le nom de la commune est Lokeored, prononcé « Lokèr'd ».

## Histoire

### Avant les Celtes: une multitude de témoignages archéologiques
Des fouilles réalisées de la fin du XIXe siècle aux années 1930 ont permis de mettre en évidence l'ancienneté du peuplement sur les hauteurs entourant le réservoir de Saint-Michel, qui était encore un marais à l'époque des fouilles, mais qui devait être vers 1500 av. J.-C. un lac naturel très poissoneux. Des ensembles de tumulus de l'âge du bronze ont été fouillés près du Cosquer, à Couzanet (contenant des coffres en ardoise et en pierre) et sur le sommet de 278 m. au Nord-Est du bourg.
Le principal site archéologique de Loqueffret se situe au niveau de l'ancien village de Norohou, au Sud-Ouest du Ménez-Keryéven : l'exploration d'un champ de tumulus a permis d'y découvrir de nombreux fragments et pièces de poteries à anses plates, des morceaux d'armes et des coffres en pierre. Un dolmen recouvert de cupules, aujourd'hui détruit, a également été observé. Le site, entouré de roches schisteuses sur trois côtés, était facile à défendre et a été longtemps occupé.

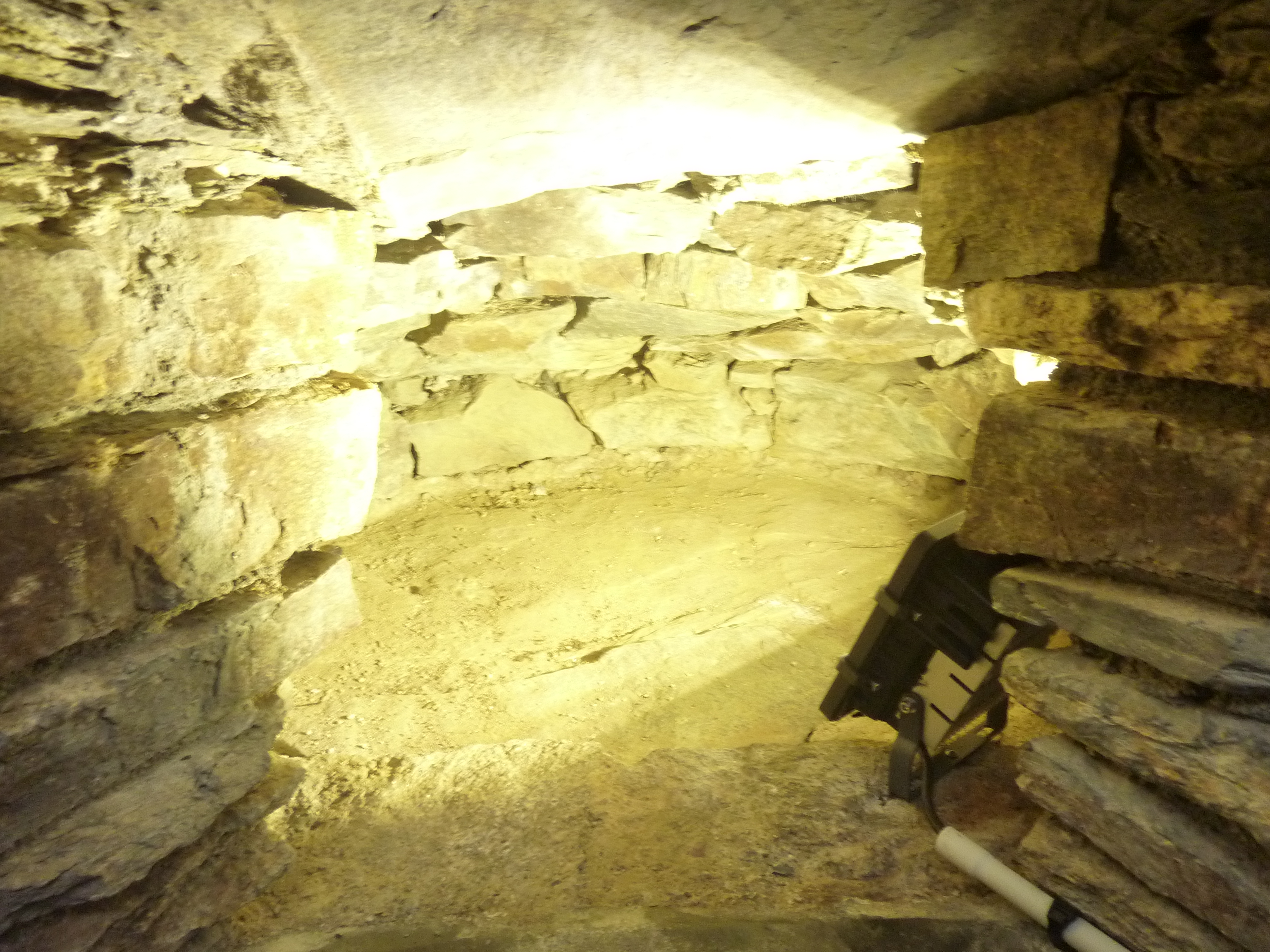
Caveau recouvert d'un tumulus datant de l'Âge du bronze moyen (site du Norohou, reconstitué au Musée de la préhistoire finistérienne de Penmarc'h) 1
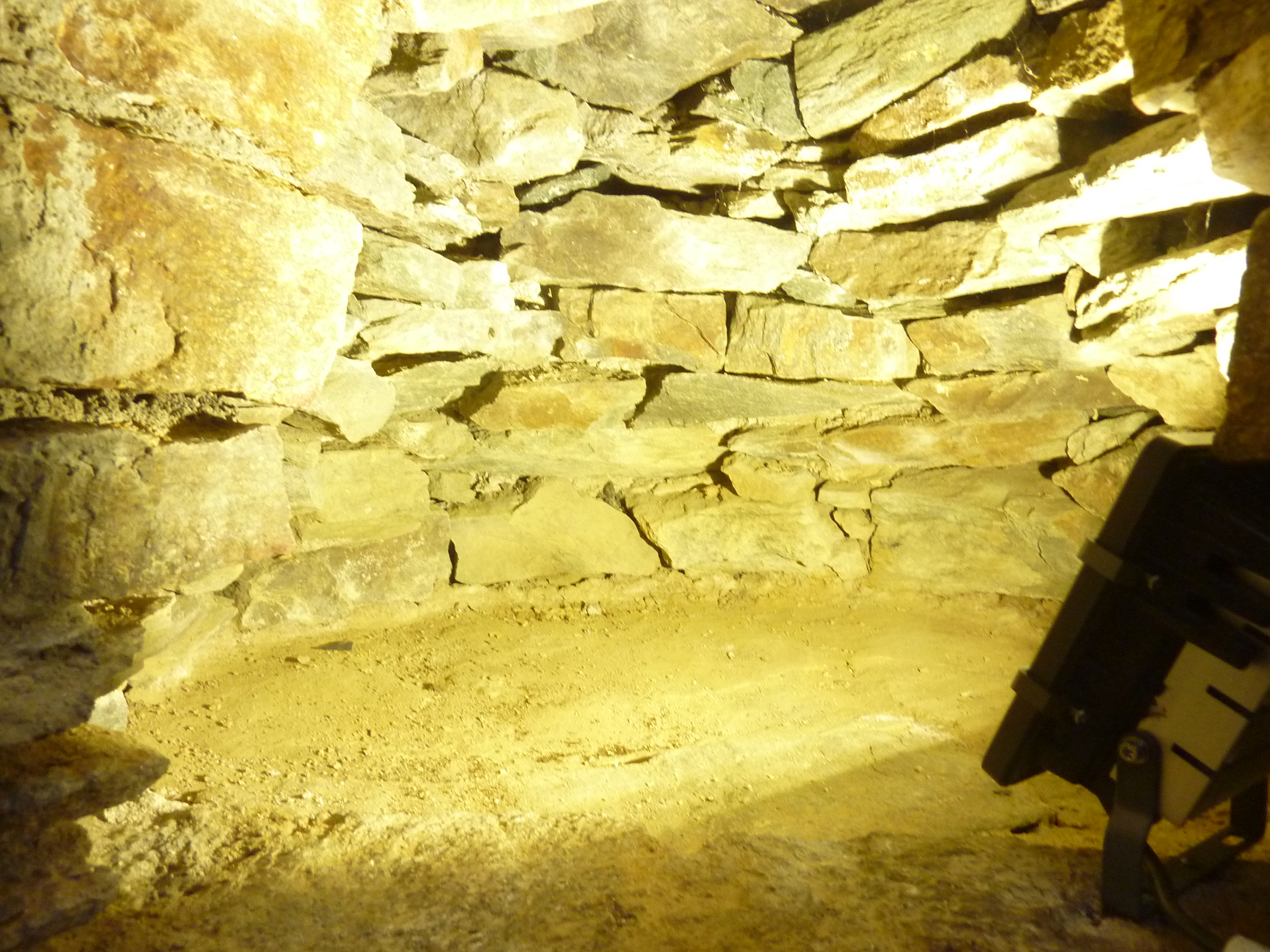
Caveau recouvert d'un tumulus datant de l'Âge du bronze moyen (site du Norohou, reconstitué au Musée de la préhistoire finistérienne de Penmarc'h)

« Le maximum de développement des tumulus dans cette région se situe vers 1500 ans av. J.-C. avec la construction de tumulus de taille moyenne (...) recouvrant une chambre en encorbellement ou plus souvent un caveau rectangulaire à parois en pierres sèches creusé dans le sous-sol et recouvert d'une dalle. (...) Les tumulus (...) étaient encore visible il y a trente ans [phrase écrite en 1994] mais, le développement de l'agriculture remplaçant les landes traditionnelles les a bien souvent fait disparaître
Si les Celtes ont habité la région (un torque en or de 98,3 ga été trouvée et au gué du Mardoul on trouve une cavité et une rigole creusés dans un rocher à usage sacrificiel), et que les traces d'une ancienne voie gallo-romaine ont été étudiées (une  borne milliaire gallo-romaine subsistait encore au début du XXe siècle), peu de traces de l'occupation de l'espace correspondant au territoire actuel de Loqueffret avant le milieu du Moyen Âge ont été conservées.

### La paroisse primitive de Plouénez
Le territoire de Loqueffret a initialement appartenu à la vaste paroisse primitive de Plouénez, qui a couvert du VIe siècle au début du XIVe le territoire des actuelles communes du Yeun Elez plus Berrien. Cependant, l'existence du hameau de « Locquevret » est attestée au bas Moyen Âge.
Au Xe siècle est lancé « un vaste mouvement de défrichement et d'occupation pastorale (…) sur l'initiative de seigneurs ecclésiastiques, soit les cisterciens du Relec (Plounéour-Ménez), soit les hospitaliers de Saint-Jean de Jérusalem (La Feuillée) » : les territoires dévolus à l'agriculture et à l'élevage augmentent. Les structures de l'habitat rural se fixent alors, pour perdurer jusqu'au XIXe siècle : habitat dispersé et regroupé en hameaux de taille souvent équivalente au bourg, homme et bétail sous le même toit.
Afin de protéger les plus grosses fermes des hameaux, des enceintes en terre quadrangulaires (Castellou douar, « Châteaux de terre ») sont élevées, notamment au Cosquer et au Castellic. Une motte castrale, la motte de Saint-Nicolas est édifiée au Sud-Sud-Est des Tourelles : sur une trentaine de mètres de diamètre, ses retranchements s'élèvent de trois mètres au-dessus du sol intérieur et de huit mètres au-dessus de la douve, remplie d'eau. Un bâtiment de huit mètres sur cinq s'élève en son centre et l'ensemble de la motte est lui-même entouré d'un mur de clôture.
Cependant, malgré les défrichements, le sol pauvre et peu propice au culture dans les landes, les bruyères, les tourbières et les sommets des montagnes empêchent un fort développement de la région, et c'est une économie rurale pauvre qui se met en place : cultures de subsistance plutôt qu'élevage, utilisation de la tourbe pour chauffer les maisons, comme litière pour les bêtes et pour améliorer les terres, prépondérance des terres vaines et vagues (comme le marais du Yeun).
Au cours du bas Moyen Âge, Loqueffret est détaché de Plebs montis pour former une trève de Plonévez-du-Faou. Au XIVe siècle, la paroisse de Plouénez, dont la chapelle était déjà en ruine, est démantelée, et les paroisses de Berrien, Brasparts et La Feuillée sont créées. Le territoire restreint restant (correspondant à l'actuelle commune de Brennilis) est alors incorporé à Loqueffret.

### Sainte Geneviève de Loqueffret
Geneviève de Loqueffret, connue aussi sous le nom de "Jenefova", sœur de saint Edern, fonda au Xe siècle un monastère (ou une église) à Loqueffret.

### Loqueffret duXVesiècleà la Révolution

#### Les seigneurs du Rusquec et de Bodriec

##### Les seigneurs du Rusquec
Loqueffret (dont l'orthographe se fixe alors) est dominée de la fin du Moyen Âge à la Renaissance par une famille noble, apparue à la réformation de 1428 : les seigneurs du Rusquec, tout d'abord établis au nord-ouest de Lingaolou, puis au XVIe siècle en amont du chaos du Rusquec lors de la construction de leur second château (seule construction loqueffretoise méritant le titre de manoir). La seigneurie possède un droit de juridiction et dresse des fourches patibulaires au sommet de la colline la plus proche du château.
Le manoir est situé sur une colline en bordure de la rivière Éllez (du lac de retenue du barrage de Saint-Herbot désormais). C'est un manoir constitué de trois enclos : le potager, le logis et ses dépendances, le verger ; le logis et l'enceinte ne subsistent qu'à l'état de vestiges. Ils étaient probablement l'œuvre d'Anceau du Rusquec qui épousa en 1480 François de Rosnyvinen, décédé en 1522 et de son fils Anne Jehan, décédé en 1536. Jacques du Rusquec est tué le 5 septembre 1590 par des Royaux (partisans d'Henri IV) à Plestin alors qu'il allait soutenir le duc de Mercœur pendant les Guerres de la Ligue. Le corps de logis actuel date du XVIIe siècle et a été construit par d'Alan de Kerlech du Chastel, marié à Renée de Lannion en 1637.
De 1634 à 1734, le titre de baron de Rusquec est porté par les De Kerlech du Chastel, à la suite du mariage de Jeanne du Rusquec, fille unique de Maurice du Rusquec, décédé en 1625, avec René de Kerlech du Castel en 1604. Leur fils Alain I, baron de Kerlech épouse en 1637 Renée de Lannion, fille unique du baron du Vieux-Chastel. En 1653 le château est agrandi avec les pierres du manoir de Kerranou. À cette date, les seigneurs possèdent, outre le manoir et son moulin, deux manoirs, deux moulins, six convenants, huit villages, 21 hameaux, une métairie noble, une autre seigneurie, la montagne du Ménez Du et des terres en Cléden Poher et ils financent l'entretien de l'église paroissiale comme celui de l'église tréviale de Brennilis, dont ils restaurent la sacristie au XVIIe siècle. À partir du décès d'Alain de Kerlech en 1734, le manoir du Rusquec cesse d'être habité par ses seigneurs, et est abandonné à des métayers, il se dégradé alors rapidement ; le titre de seigneur revient aux de Kerouatz, qui en restent propriétaires jusqu'à la Révolution. Il faut attendre la fin du XXe siècle pour qu'un nouveau propriétaire en entreprenne la restauration.

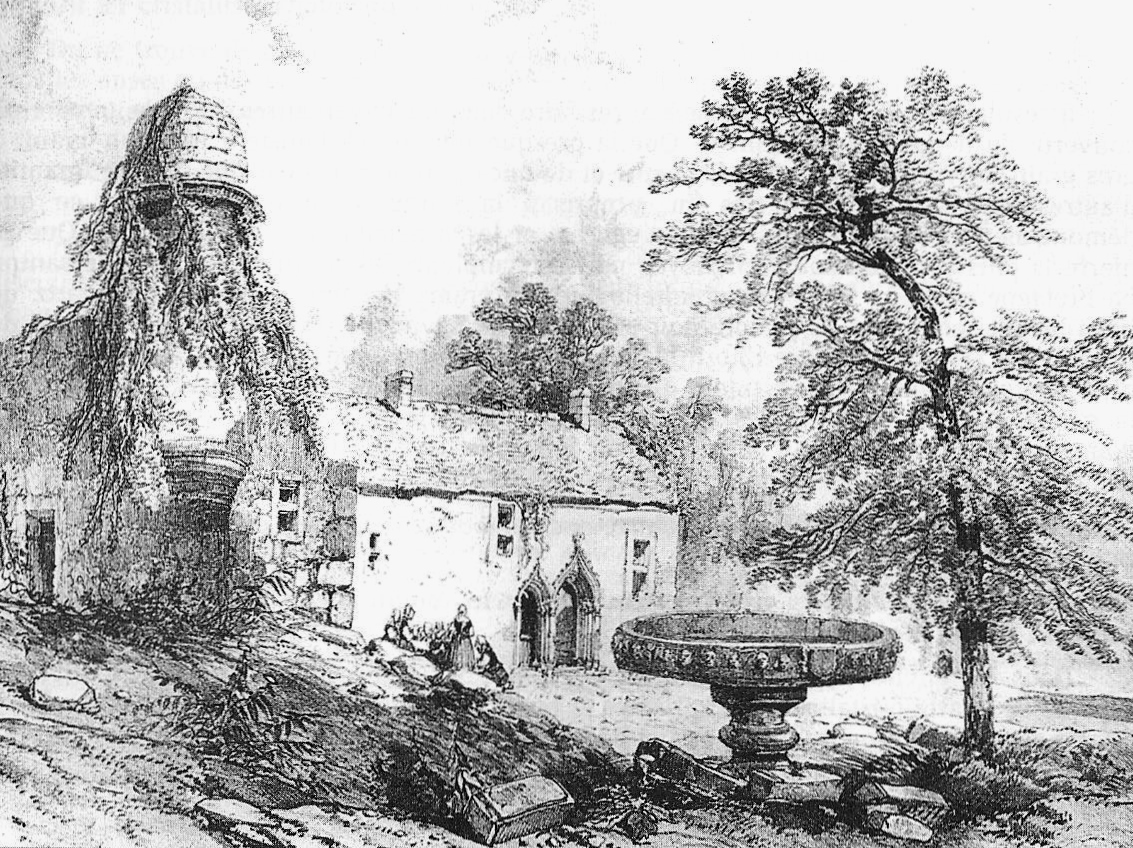
Le château du Rusquec et sa vasque en 1846 (dessin d'Auguste Mayer et Eugène Cicéri).

Du côté des paysans et fermiers, on remarque peu d'évolution : l'agriculture reste assez pauvre, tout comme l'élevage, et la tourbe reste le produit de base. L'aridité des sols ne permettant pas aux cultivateurs de subvenir complètement aux besoins de leurs familles, des activités d'appoints sont développées dans le tissage. Les paysans de ces terres sont très pieux (le territoire de Loqueffret compte dès le XVIe siècle, outre l'église tréviale Sainte-Geneviève, les chapelles de pèlerinage de Brennilis et de la Croix, à Bodriec) et fidèles à leur seigneur : lors des guerres de la Ligue, tout à la fin du XVIe siècle, la dame douairière du Rusquec obtient le 25 juin 1595 une sauvegarde du duc de Mercœur et une autre, selon Sourdéac, en 1597 de Guy Éder de La Fontenelle, soldat brigand et ligueur ; la destruction du manoir du Rusquec est à mettre à l'actif de pillards ne venant pas du village, le Rusquec est l'un des rares manoirs des monts d'Arrée à être épargné par les populations locales, grâce à la grande popularité d'Alain du Chastel de Kerlech.

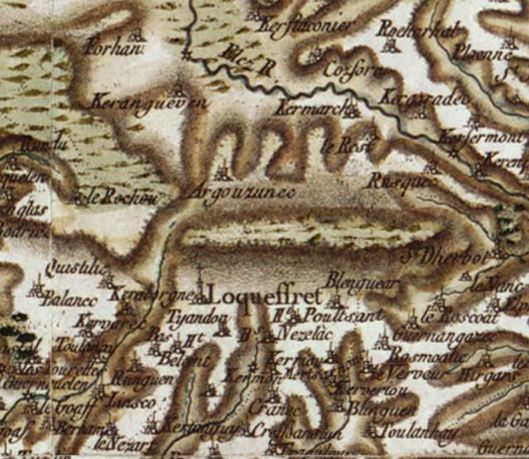
Loqueffret et sa région sur la carte de Cassini (fin XVIIIe siècle). On remarque une campagne densément peuplée au sud des sommets, et les tourbières à l'emplacement actuel du lac.

Un fragment d'un compte du seigneur du Rusquec qui nous est parvenu montre toutefois la dévastation de la région : « Le quatorzième octobre mil cinq cent quatre-vingt dix sept. Montant sauf erreur de calcul à la somme de troys centz cinquante sept livres deux soulz, six deniers tournoy.., Demande ledit comptable estre excusé de susdites charges des rentes et revenus en enthier des terres et seigneuries, des convenents, moulins en despandant, appartenant audit Seigneur du RUSQUEC demandeur en compte, d'autant que les meteiérs [métayers], colons et serviteurs de ces ditctes terres avoient pour la plupart quitté et abandonné les dixtes terres et convenants, sestant retirés du pays- La plus grande partie autres morts de famine, peste autres férocités des loups ; autres devenus insolvables et rendus en telle extrémité de pauvreté qu'ils n'avoient la pouvoir de païer aucune chose tant par les malheurs des guerres civiles que maladies contagieuses qui ont dû courir du temps durant ladite charge et de... non seulement en ses quartiers mais par toute la province, tellement que les terres et convenant de cet évesché auroient esté pour la plus grande partie entièrement laissés en friche et sans aucune culture, voire mesme plus de quatre ans après l'institution de la dite charge. Chose si notoire que personne ne peut ignorer. »

##### Les seigneurs de Bodriec
Une deuxième famille noble, les De La Marche, seigneurs de Bodriec, du Quistinic et de Poulforn en Loqueffret, mais aussi des Tourelles en Lannédern, du Botmeur alors dépendant de Berrien ainsi que du Lézergué et de Kerfors en Ergué-Gabéric, est assez importante du XIVe au XVIe siècle. Par exemple Charles de La Marche est seigneur de Bodriec en 1546. L'influence de cette famille décline cependant rapidement par rapport aux Du Rusquec : ainsi la chapelle qu'elle construit au XVe siècle au Sud de son manoir disparaît rapidement. Les De La Marche et les Du Rusquec employaient de nombreux métayers que les différentes réformations disent habiter dans des « manoirs », lesquels étaient à la fin du XVIIIe siècle au nombre de neuf. Ces bâtiments différaient cependant peu de simples grosses fermes et étaient fréquemment vendus à des gros paysans ou à de riches familles qui les délaissaient, préférant habiter dans des demeures plus luxueuses.

#### Les guerres de la Ligue
En 1593, pendant les Guerres de la Ligue, des paysans de Landeleau, de Cléden, de Spézet, de Loqueffret, de Lennon et de plusieurs autres bourgs participèrent au siège du château du Granec en Landeleau alors tenu par le brigand Guy Éder de La Fontenelle, qui en tua environ huit cents.

#### La Révolte des Bonnets rouges (1675)
Loqueffret est peu concernée par la révolte des Bonnets rouges qui ensanglante les paroisses voisines situées plus au sud comme Plouyé, Collorec, Landeleau, etc. , l'ensemble du Poher et une bonne partie de la Cornouaille.

### Loqueffret duXVIIIeau début duXXe: un village prospère desPilhaouerien
À partir du XVIIIe siècle, une nouvelle activité d'appoint apparaît dans le Yeun Elez, très développée à Loqueffret : le ramassage de chiffons par colportage afin d'alimenter les moulins à papier de la région de Morlaix. Lorsqu'arrive la révolution, Loqueffret reste une terre assez pauvre, où la tourbe est substituée au bois, assez rare, et où l'on fait paître quelques moutons sur les hauteurs désertiques.
Lors de la Révolution, le prêtre et le vicaire de Loqueffret, toujours trève de Plonévez-du-Faou, refusent de prêter serment à la constitution civile du clergé. Si les biens des Kerouatz (dont le manoir du Rusquec), sont vendus en 1794, les nouveaux acquéreurs les leur restituent assez rapidement : Loqueffret reste une terre loyaliste, attachée à ses seigneurs. Avec la Révolution, les communs sont partagés : chacun reçoit une portion de tourbière en fonction de la taille de sa famille ; « Le marais tourbeux du Yeun Elez ressemblait ainsi à un grand damier que les rigoles, coupées à angle droit, divisaient sur des kilomètres ». C'est le premier changement d'un siècle qui en compte de nombreux.
Tout d'abord, le statut administratif de Loqueffret évolue assez fortement : la trève de Plonévez-du-Faou est une commune du canton révolutionnaire de Brasparts de l'An III à l'An VIII (sous le nom « Loquescret »), avant d'être rattaché au canton de Pleyben en 1801 puis érigée en paroisse en 1802 ; le 9 mai 1849, Brennilis (jusque-là succursale de Loqueffret) est également érigée en paroisse puis en 1884 en commune, divisant en deux Loqueffret,.
En 1848, lors de l'ouragan qui sévit la nuit du 24 au 25 décembre, la foudre tombe sur le clocher de Loqueffret et « y a exercé les ravages les plus déplorables : le bedeau, sonnant les cloches à l'occasion de la messe de Noël (cérémonie de nuit) a été pulvérisé ; quatre autres personnes ont été atteintes plus ou moins grièvement par le fluide électrique. Une foule d'individus ont été blessés, mais moins dangereusement. L'église a beaucoup souffert : les vitres brisées, le pavé déplacé ou fendu, les fonts baptismaux bouleversés, le toit enlevé en grande partie, le clocher sillonné ; enfin le temple n'offre plus ni abri ni sécurité aux fidèles qui voudraient le fréquenter. Le prêtre officiant à l'autel a eu les cheveux entièrement brûlés ».
Ensuite, l'économie rurale est modifiée par le fort développement du colportage de chiffons, initié à la fin du siècle précédent : entre les périodes de grands travaux agricoles, les pilhou (« chiffes ») étaient ramassés en échange de vaisselle en faïence dans toute la Basse-Bretagne par les paysans du Yeun Elez (les pilhaouerien), qui mettaient à profit leur situation centrale, puis revendus aux marchands de chiffons en gros dans les villes (principalement Châteaulin). La très grande adaptabilité de ces chiffonniers aux contraintes du marché (qui passe notamment par l'apprentissage du français) leur permet de développer un commerce lucratif qui aida grandement au développement du village, et ce jusqu'au début du XXe siècle. Ainsi, en 1846, le territoire actuel de Loqueffret compte 32 ménages où le chef de famille est chiffonnier, pour un total communal de 89 chiffonniers, sans compter les habitants qui déclaraient « cultivateur » comme activité principale.
Ces changements permettent à Alphonse Marteville décrivant Loqueffret en 1843 d'écrire : « Ce territoire est triste et désolé : la terre ne peut guère produire que du seigle, et les habitants sont forcés d'acheter le blé sur les marchés voisins. Cependant il y a une certaine aisance provenant d'une extrême industrie ; les deux tiers de la population sont toujours en voyage, et exercent avec persévérance et adresse le pénible métier de colporteur. Ils achètent surtout et vendent des chiffons. (...) Le bois de charpente manque, et à peine on y voir quelques arbres fruitiers. »
De plus, à partir de la seconde moitié du XIXe siècle, « la propriété paysanne née de la Révolution, l'arrivée des premiers amendements calcaires, la généralisation de l'emploi des fumures et la révolution des techniques culturales font progresser les cultures (seigle, froment, sarrazin, puis pommes de terre) », permettant un « “âge d'or” de la société rurale bretonne [qui] se répercute sur la démographie » : c'est au début du XXe siècle que Loqueffret connaît son peuplement le plus élevé : « les hameaux sont alors très peuplés, les paysages très bien entretenus : landes et prés sont fauchés, chemins de servitude nettoyés et talus tondus ». Ce développement de l'agriculture et de l'économie se fait cependant au détriment du patrimoine : les pierres des manoirs, tous abandonnés (le Rusquec compris), sont récupérées pour construire de nouveaux bâtiments ; les tumulus sont progressivement arasés à la suite de la diffusion de l'agriculture et des boisements sur les anciennes landes.

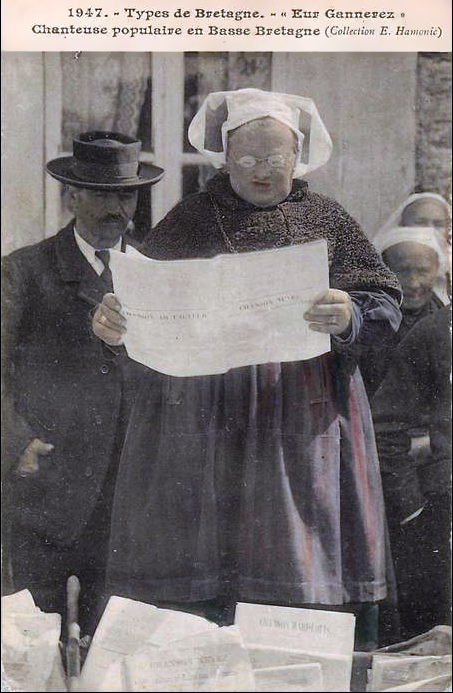
Mari Kastellin (Marie de Chateaulin), une vendeuse de chansons populaires (née à Loqueffret en 1845), vers 1900

Malgré ces changements, le Yeun Elez garde encore auprès des citadins finistériens une image de terre arriérée et reculée comme en témoigne en 1896 M. Le Rumeur, faisant le compte-rendu de l'exploration du champ de tumulus de Norohou dans le Bulletin de la société archéologique du Finistère : « Les habitants actuels de ce lieu sauvage sont bien les descendants de ceux dont nous venons de troubler les sépultures. Surpris dans nos travaux par une violente tempête de neige, nous dûmes nous réfugier dans une cahute (…). Quel ne fut pas notre étonnement, quand nous y eûmes pénétré, de nous trouver dans une habitation de l'époque de la pierre (…) le lit est fait de grandes pierres, (…) la table est un dolmen, (…) l'armoire un coffre adossé au lit, fait de trois pierres, (…) une vache couche dans le même logis que les gens. La femme, à laquelle nous donnâmes quelques fruits, n'en mangeait pas, et l'un des enfants ne voulut pas manger de viande. L'existence des habitants actuels du plateau de Norohou ne doit pas très sensiblement différer de celle des populations préhistoriques qui y ont laissé leurs monuments. »
Si le coup d'État du 2 décembre 1851 semble plutôt bien accueilli, l'arrivée de la République n'est l'occasion d'aucune manifestation de défiance. C'est d'ailleurs en 1872, après près de 17 années de discussions, la première école (mixte) est ouverte, celle de garçons peut  accueillir les 70 garçons en âge scolaire que compte la commune, pendant qu'une école de filles est également ouverte dans des logements loués et non adaptés. En 1898 l'école, trop petite est affectée aux 53 filles, qui ont alors un bâtiment officiel, tandis qu'une nouvelle école de garçons (entamée en septembre 1897) est ouverte afin d'accueillir les 71 élèves et leur professeur.
Les années 1900 sont encore assez fastes pour Loqueffret, qui gagne près de 150 habitants, et poursuit le développement entamé au siècle précédent : en 1900 une deuxième classe est ouverte à l'école de garçons, en 1907, une nouvelle école de filles est construite, si grande qu'en 1909 les deux écoles intervertissent leurs classes, les effectifs scolarisés de garçons restant plus nombreux, malgré les progrès de la scolarisation et la présence de deux institutrices pour un seul instituteur ; à partir de 1912 la ligne Plouescat-Rosporden, arrivant de Brennilis, s'arrête à la gare de « Loqueffret / St Herbot », au Nord du Bourg, et rejoint Brasparts par le bois de Bodriec.
Ainsi, au début du XXe siècle, Loqueffret est un village assez prospère de plus de 1200 habitants, comme en témoignent les trois foires annuelles les troisièmes vendredis de mars, juin et septembre. Si c'est toujours le seigle qui y est majoritairement cultivé, les activités se sont diversifiées : au-delà du colportage de chiffon toujours important, Loqueffret est un petit centre de saboterie et de taillanderie

### LeXXesiècle

#### La Belle Époque
En réponse à une enquête épiscopale organisée en 1902 par Mgr Dubillard, évêque de Quimper et de Léon en raison de la politique alors menée par le gouvernement d'Émile Combes contre l'utilisation du breton par les membres du clergé, le recteur de Loqueffret, l'abbé Corbel, écrit : « Les enfants de neuf ans ne peuvent venir [au catéchisme] à cause des mauvais chemins et des distances très fortes ». La même année, le sous-préfet de Châteaulin, dans une lettre datée du 23 décembre 1902, soutient que « la population presque entière » comprend le français.
Le 9 janvier 1903, Corbel, curé de Loqueffret, fait partie des 31 prêtres du diocèse de Quimper dont les traitements sont retenus par décision du gouvernement Combes « tant qu'ils ne feront pas emploi de la langue française dans leurs instructions et l'enseignement du catéchisme » car ils utilisaient le breton.
Un loup qui n'avait plus que trois pattes aurait été observé en 1906 entre Landeleau et Loqueffret ; ce serait le dernier loup vu dans la région.

#### La Première Guerre mondiale
Le monument aux morts de Loqueffret porte les noms de 59 soldats morts pour la France pendant la Première Guerre mondiale ; parmi eux 4 sont morts sur le front belge (dont 3 en 1914 lors de la Course à la mer), 3 sont morts en captivité en Allemagne, 1 est mort en Macédoine lors de l'expédition des Balkans, les autres sont décédés sur le sol français.

#### Loqueffret après la Première Guerre mondiale: un inexorable déclin

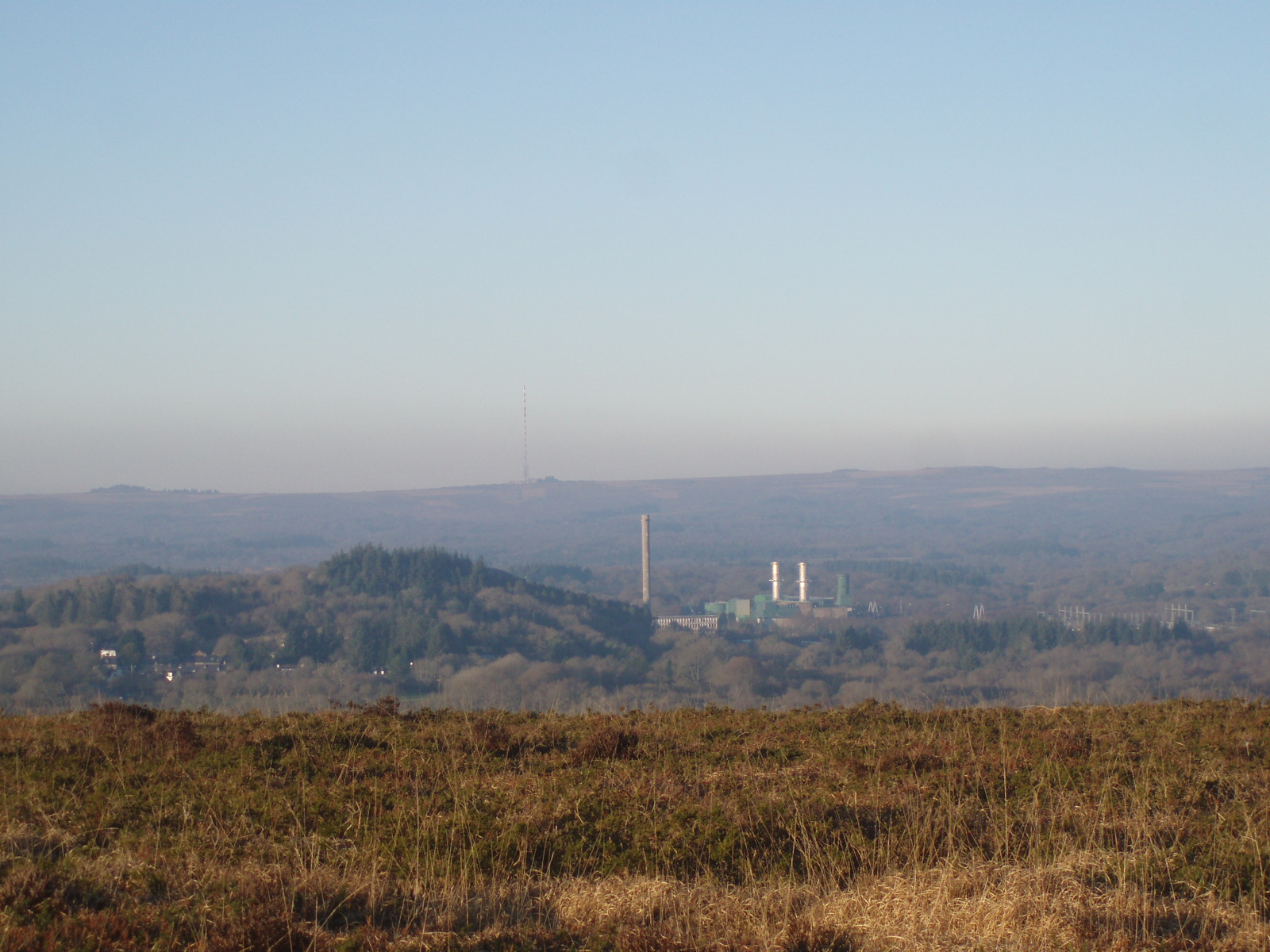
La centrale électrique de Brennilis vue depuis le Menez Keryéven.

Dès le premier après-guerre, la commune entre en déclin démographique. Si la commune a payé un assez lourd tribut à la guerre cette baisse est avant tout liée au déclin économique : le papier n'est plus produit à partir de chiffon et les pilhaouerien disparaissent, la modernisation de la Bretagne se fait au détriment des structures traditionnelles (liées à l'Église, l'agriculture et le breton) ce qui pousse les jeunes désireux d'épouser celle-là à rejeter celles-ci, et donc à quitter le village.
Au début des années 1930, malgré la fermeture de la ligne de chemin de fer, trop lente face à la route, Loqueffret entre en relative stagnation : la population ne baisse presque plus entre les recensements de 1931 et 1946, l'ouverture de la centrale hydroélectrique de Saint-Herbot facilite l'électrification de la commune, et le tissu de commerces reste très dense avec six épiciers-débitants, trois boulangers, trois marchands de nouveauté, deux maréchaux-ferrants, deux charpentiers, deux cordonniers, un charcutier, un charron, un sellier, un buraliste, un vendeur de vin et un marchand d'engrais.

#### La Seconde Guerre mondiale
Le monument aux morts de Loqueffret porte les noms de 9 personnes originaires de la commune mortes pour la France pendant la Seconde Guerre mondiale. Parmi elles, François Gressus, matelot électricien à bord du Pluton, un croiseur reconverti en mouilleur de mines, fut victime de l'explosion de son bateau le 13 septembre 1939 dans le port de Casablanca (Maroc).
François Salaün, 22 ans, né à Loqueffret, réfractaire au STO, maquisard, est capturé le 20 juin 1944 par les Allemands dans le bois de Bodriec en Loqueffret (où un groupe de résistants FTPF se cachaient parfois, même si leurs cachettes principales trouvaient dans le bois du Nivot, ainsi que dans la grotte de Toul an Diaoul, en Lopérec) ainsi que Jean Cavalloc, de Lopérec et François Toullec, de Brennilis ; après avoir été atrocement torturés à Lampaul-Guimiliau, puis à Guiclan et enfin dans la cave de la chapelle de l'école Saint-Louis à Châteaulin où ils décèdent dans la nuit du 9 au 10 juillet 1944.

#### L'après-Seconde-guerre-mondiale
Yves Baraër, matelot électricien à bord du Le Triomphant est tué victime d'un cyclone tropical dans l'océan Indien le 6 mars 1946 alors que son navire revenait d'Indochine.
Les années 1950 voient le début des travaux de modernisation de la commune, avec la destruction de l'enclos paroissial, cependant, de 1946 à 1962, la population diminue de 25 % : dès cette époque, hormis les 11 bistrots, cafés et restaurant, les commerces se font de plus en plus rares. Si la construction de la centrale nucléaire de Brennilis semble ralentir cette décroissance dans les années 1960, celle-ci reprend ensuite fortement jusqu'en 1990, où le village ne compte plus que 428 habitants, assez âgés, soit une baisse de 56 % de la population en 44 ans.

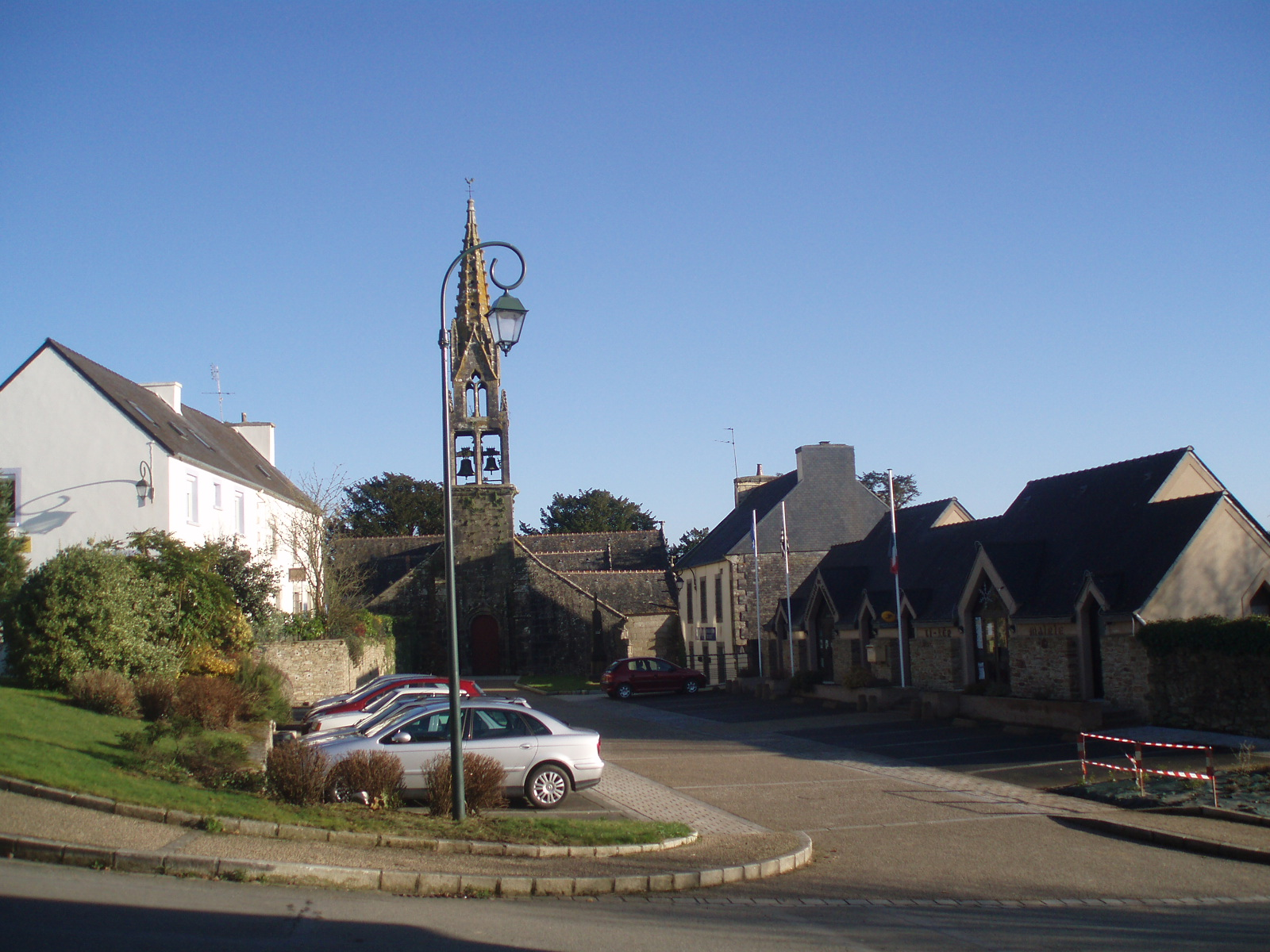
La place de la mairie en 2008.

La construction d'un nouvel ensemble administratif (accueillant mairie, communauté de communes et poste) et d'une petite place centrale avec fontaine au début des années 1990 sur les friches laissées par la destruction de l'enclos paroissial change la physionomie du bourg. Durant la décennie 1990 la commune connaît sa première hausse de population depuis 1911, due avant tout à un solde migratoire assez fort, avec notamment 75 immigrants entre janvier 1998 et mars 1999, lorsque s'est ouverte la deuxième phase du démantèlement de la centrale, qui a nécessité l'embauche de 120 à 140 personnes. Cependant, depuis 1999, la population s'est remise à baisser, malgré un solde migratoire toujours positif (poursuite des travaux à l'ancienne centrale, installation d'anglais). Une nouvelle école publique est bâtie en 2002, sous l'impulsion du maire précédent, Raymond Rannou. En 2018, le conseil municipal décide de donner son nom à l'école.

## Démographie et sociologie

### Tableau démographique
L'évolution du nombre d'habitants est connue à travers les recensements de la population effectués dans la commune depuis 1793. Pour les communes de moins de 10 000 habitants, une enquête de recensement portant sur toute la population est réalisée tous les cinq ans, les populations de référence des années intermédiaires étant quant à elles estimées par interpolation ou extrapolation. Pour la commune, le premier recensement exhaustif entrant dans le cadre du nouveau dispositif a été réalisé en 2005.

En 2022, la commune comptait 338 habitants, en évolution de −5,85 % par rapport à 2016 (Finistère : +2,16 %, France hors Mayotte : +2,11 %).
| 1793  | 1800  | 1806  | 1821  | 1831  | 1836  | 1841  | 1846  | 1851  |
| ----- | ----- | ----- | ----- | ----- | ----- | ----- | ----- | ----- |
| 1 554 | 1 689 | 1 534 | 1 767 | 1 861 | 1 890 | 1 892 | 1 927 | 1 758 |

| 1856  | 1861  | 1866  | 1872  | 1876  | 1881  | 1886 | 1891  | 1896  |
| ----- | ----- | ----- | ----- | ----- | ----- | ---- | ----- | ----- |
| 1 763 | 1 801 | 1 920 | 1 991 | 1 986 | 1 825 | 997  | 1 129 | 1 135 |

| 1901  | 1906  | 1911  | 1921  | 1926  | 1931  | 1936 | 1946 | 1954 |
| ----- | ----- | ----- | ----- | ----- | ----- | ---- | ---- | ---- |
| 1 190 | 1 258 | 1 316 | 1 157 | 1 115 | 1 010 | 990  | 958  | 802  |

| 1962 | 1968 | 1975 | 1982 | 1990 | 1999 | 2005 | 2006 | 2010 |
| ---- | ---- | ---- | ---- | ---- | ---- | ---- | ---- | ---- |
| 725  | 692  | 511  | 482  | 428  | 435  | 416  | 406  | 402  |

| 2015 | 2020 | 2022 | - | - | - | - | - | - |
| ---- | ---- | ---- | - | - | - | - | - | - |
| 358  | 343  | 338  | - | - | - | - | - | - |

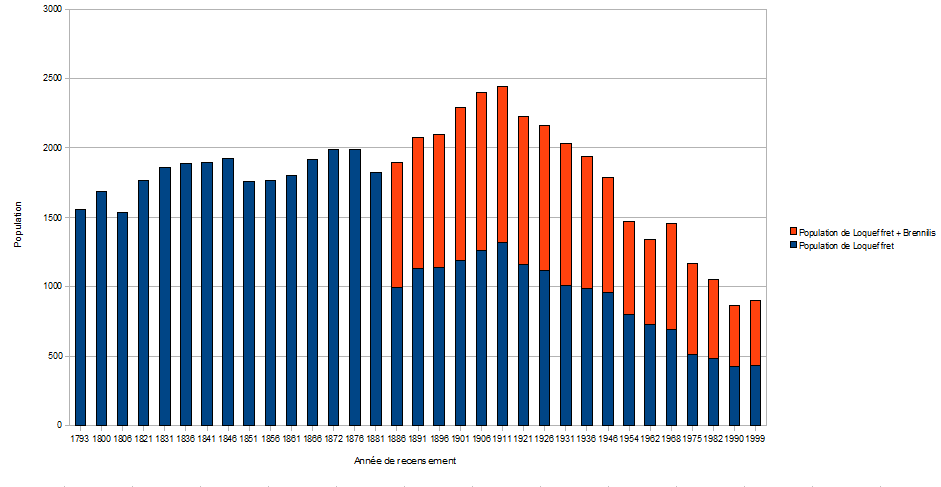
Évolution de la population si Brennilis n'avait pas été séparé de Loqueffret.

Commentaire: si l'on ne prend en compte que les lieux-dits appartenant au Loqueffret contemporain, la population de la commune a depuis 1793 crû régulièrement jusqu'en 1911 (1316 hab.), notamment grâce au succès économique des pilhaouerien. Elle a subi une sévère saignée pendant la guerre (1157 hab. en 1921) avant de décroître lentement jusqu'en 1946 (958 hab.), à la suite de l'émigration de travail. La modernisation de la Bretagne à partir des années 1950 lui a été fatale : en 36 ans, la population est divisée par deux (482 hab. en 1982), elle continue depuis à décroître (416 hab. au recensement partiel de 2006). Le ralentissement de la décroissance des années 1960 peut s'expliquer par la construction de la centrale nucléaire des Monts d'Arrée, en bordure communale Nord de Loqueffret, la hausse de population des années 1990 par la deuxième phase de son démantèlement.

### Un village âgé et en déprise
En 2006, la population de Loqueffret était de 406 habitants, soit 14,8 hab/km², chiffre très inférieur à la moyenne départementale (131,1). Sur la période 1999-2006, le taux de natalité, 8 ‰, est inférieur de 3,5 ‰ à la cette moyenne tandis que celui de mortalité, 14,9 ‰ lui supérieur de 4 ‰. Ce solde naturel négatif depuis longtemps explique la diminution sur le long terme de la population, même si un solde migratoire plus fort entre 1990 et 1999, dû principalement à l'arrivée d'une population travaillant à l'extérieur de la commune, lui a permis de connaître de sa première hausse de population depuis 1911. Le renouvellement de la population est assez élevé (24 % des habitants de 2006 n'y vivaient pas en 2001) mais peu d'habitants restent vivre à Loqueffret (seuls 14 % y habitaient depuis cinq à neuf ans et la durée moyenne d'occupation d'un logement est de vingt ans). Avec 33 % de plus de 60 ans contre 27 % de 15-44 ans, Loqueffret est donc un village âgé : les jeunes quittent le village après le collège et seuls des actifs déjà âgés, mais généralement avec une famille, s'y installent.
Cette structure de la population, avec une sur-représentation des retraités à petits revenus et un faible taux d'activité, induit une certaine pauvreté du village : en 2006 seuls 36,7 % des foyers fiscaux sont imposables, contre 52 % dans le département, et ces rares foyers imposables payent un impôt sur le revenu moyen de 741 € contre 1 678 € dans le département.
Le nombre de logements augmente régulièrement depuis 1962 (308 en 2006), mais sur ces logements, seuls 194 sont des résidences principales (contre 231 en 1968) : Loqueffret est une ville de résidences secondaires et de logements occasionnels, avec 37 % d'habitations de ce type. Plus qu'un tourisme d'importance, cela montre la désaffection des logements, guère plus utilisés que l'été par des familles en visite : 49 % des résidences principales ont été construites avant 1949, 82 % des résidences secondaires.

## Économie
Peu industrialisée, Loqueffret reste une commune rurale offrant un éventail restreint de service. Le village a cependant la particularité d'accueillir l'une des principales centrales hydroélectriques bretonnes.

### Activité
Loqueffret compte en 2006 147 actifs (dont 16 chômeurs), soit 36,2 % de la population et a un taux d'activité de 67,1 %. Seuls 33 % des actifs ayant un emploi travaillent sur la commune, proportion en baisse de 25 % par rapport à 1990, ce qui montre la disparition d'un grand nombre d'activités au cours des années 1990. Ces actifs sont peu qualifiés : la part de titulaire d'un diplôme de niveau bac+2 est de 13,3 % contre 21,2 % dans le Finistère.

### Structure de l'économie
Loqueffret offrait en 2006 64 emplois répartis entre dix-huit établissements non agricoles, neuf exploitations agricoles professionnelles et la fonction publique (école, mairie, communauté de communes)
Les services et le commerce sont représentés en 2008 par un magasin d'alimentation générale, une boucherie-charcuterie, un café-tabacs-journaux, un garage de réparations de véhicules automobiles, un assureur, deux électriciens-plombiers-chauffagistes et un carreleur. La Poste assure une permanence bi-hebdomadaire et il y a quelques services publics. Cet équipement correspond à celui d'un village rural français de cette taille. L'industrie et la construction sont notamment représentés par la chaudronnerie industrielle (deux établissements).
L'agriculture, enfin, reste assez présente dans cette terre de bocage. Loqueffret compte en 2000 encore 19 exploitations (dont 10 non professionnelles), pour une SAU totale de 707 ha ; ces chiffres sont cependant en forte baisse par rapport à 1988, ce qui a permis à la surface moyenne des exploitations professionnelles de passer de 33 à 68 ha. L'affectation des terres est avant tout fourragère : 511 ha sur 707, et 12 exploitations s'occupant de 854 bovins, tandis que l'élevage est en hausse constante depuis une vingtaine d'années : 58 181 volailles exploités par 4 agriculteurs.

### Production d'énergie

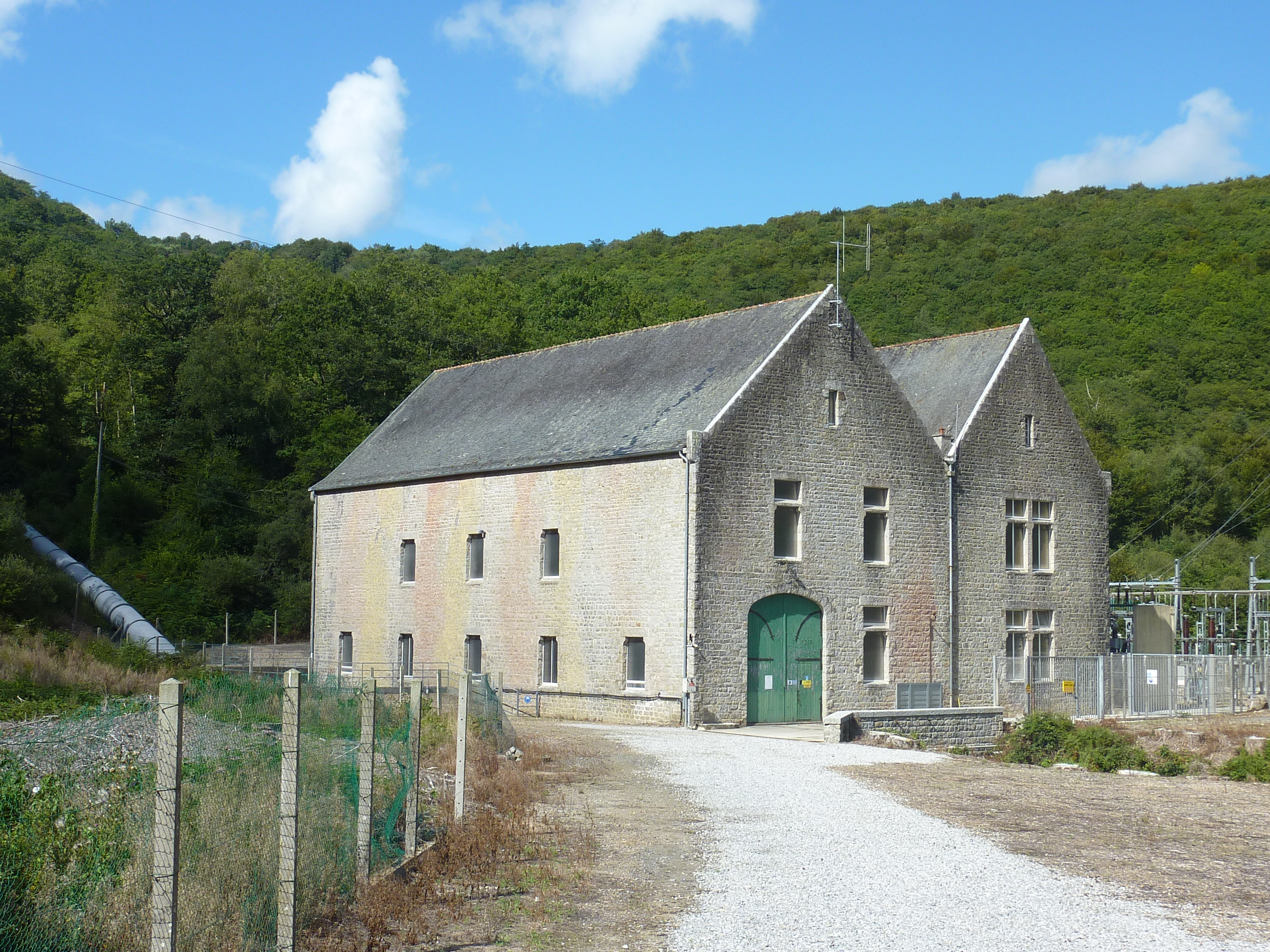
L'usine hydroélectrique de Saint-Herbot

L'usine hydroélectrique de Saint-Herbot se situe sur le territoire de Loqueffret. Dès 1910, la création d'une « station électrique » est évoquée dans le cadre de l'électrification des campagnes de la Bretagne intérieure. Au début des années 1920, la décision est prise. Alexandre Kerautret, Désiré Livinec et Jean et Armand Tréanton créent alors la "Société hydro-électrique des Monts d'Arrée" afin de procéder à deux aménagements d'importance : la régularisation du cours de l'Ellez, qui a eu pour conséquence la création d'abord du barrage de Saint-Herbot dans la décennie 1920 qui entraîne la création du petit lac artificiel de Saint-Herbot, puis du barrage de Nestavel qui entraîne la création d'un lac artificiel de 500 ha dénommé Réservoir de Saint-Michel en amont du conduit d'alimentation via un barrage de 9 mètres de hauteur, dont la construction a conduit à l'assèchement de la cascade de Saint-Herbot, « la plus belle de Bretagne », « magnifique » curiosité touristique locale qui, jusqu'à sa disparition, dévalait sur 200 mètres de longueur et 70 de hauteur un chaos granitique imposant, lequel est aujourd'hui toujours visible. Installée au pied du chaos, à l'orée du Bois du Rusquec, la centrale ouvre en 1928. Contestés par une partie de la population locale concernée par les expropriations, ces projets seront approuvés par les Chambres de commerce de Brest et de Morlaix et la Commission départementale des sites et des Monuments. Le bâtiment de l'usine hydroélectrique est construit en 1922 par l'architecte Charles Chaussepied.
La conduite forcée, de 336 mètres de longueur de 2,2 de diamètre, crée une chute de 118 mètres qui alimente trois turbines Francis de 3, 2 et 1 mégawatts. La plus ancienne des sept usines hydroélectriques bretonnes fournit chaque année environ 13 millions de kilowattheures, soit de quoi alimenter environ 3 500 habitants. Cette mini-centrale est surnommée localement par dérision la « pissotière ». Elle est exploitée par la SHEMA (Société hydraulique d'études et de missions d'assistance), filiale à 100 % d'EDF via l'EDEV, dont elle est l'aménagement le plus important. La concession a été renouvelée pour 45 ans en août 2006.
Il convient de signaler que la centrale nucléaire dite de Brennilis est située principalement sur le territoire de Loqueffret, mais à quelques kilomètres du centre bourg. Elle est plus proche du centre de Brennilis. La commune de Loqueffret en a retiré pendant longtemps des avantages pécuniaires.

## Politique et administration

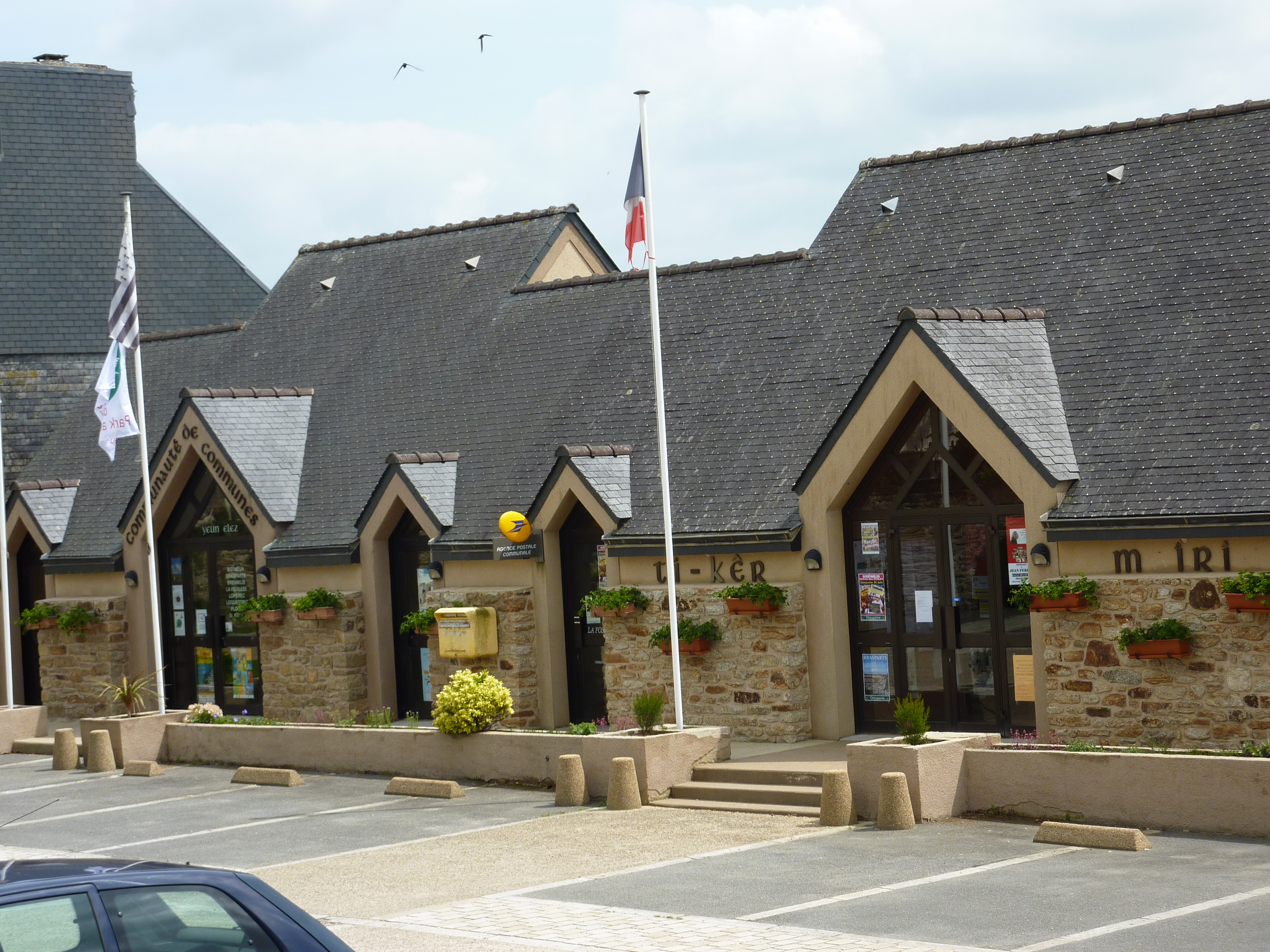
Mairie et maison de Monts d'Arrée Communauté

Loqueffret, commune française, fait partie du canton de Carhaix-Plouguer depuis 2015 (elle appartenait au canton de Pleyben avant cette date), à l'arrondissement de Châteaulin, au département du Finistère et à la région Bretagne.
Elle est membre fondatrice de la communauté de communes du Yeun Elez, dont elle accueillait le siège. Cette dernière fusionna avec la communauté de communes des Monts d'Arrée le 1er janvier 2017 pour former Monts d'Arrée Communauté.

### Liste des maires
| Période                                  | Période | Identité                  | Étiquette | Qualité                                                                              |
| ---------------------------------------- | ------- | ------------------------- | --------- | ------------------------------------------------------------------------------------ |
| 29 juin 2024                             |         | Louis-Marie Le Guillou    | SE        | Agriculteur en retraite, élu après décès de Marcel Salaün et intérim d'Alain Hamon   |
| 2024                                     |         | Alain Hamon               | SE        | Agriculteur, 1er adjoint, maire par intérim après décès de son prédécesseur          |
| 2014                                     | 2024    | Marcel Salaün             | DVD       | Artisan (garagiste).                                                                 |
| 2008                                     | 2014    | François Kergoat          | SE        | Retraité de l'enseignement                                                           |
| 2001                                     | 2008    | Jean-Claude Albert        | DVD       |                                                                                      |
| 1977                                     | 2001    | Raymond Rannou            | SE        | Receveur des postes. Président de la communauté de communes du Yeun Elez (1993-2001) |
| 1953                                     | 1977    | Jean-Louis Dantec         | SFIO→PS   |                                                                                      |
| 1923                                     | 1948    | Pierre-Nicolas Ménez      | SE        |                                                                                      |
| 1919                                     | 1923    | Yves Marie Émile Furic    | SE        |                                                                                      |
| 1899                                     | 1917    | Jean Séven                | SE        |                                                                                      |
| 1896                                     | 1899    | Jean-Louis Tourmel        | SE        |                                                                                      |
| 1888                                     | 1894    | Henri Ménez               | SE        |                                                                                      |
| 1885                                     | 1888    | Charles Louis Furic       | SE        |                                                                                      |
| 1883                                     | 1884    | Tourmel                   | SE        |                                                                                      |
| 1872                                     | 1880    | Charles Louis Furic       | SE        |                                                                                      |
| 1853                                     | 1870    | Louis Adolphe Marie Furic | SE        |                                                                                      |
| 1850                                     | 1851    | Mével                     | SE        |                                                                                      |
| 1832                                     | 1847    | Louis Adolphe Marie Furic | SE        |                                                                                      |
| 1826                                     | 1829    | Jean Le Gall              | SE        |                                                                                      |
| 1822                                     | 1826    | Corentin Le Gall          | SE        |                                                                                      |
| 1816                                     | 1822    | Jean Le Falchier          | SE        |                                                                                      |
| 1809                                     | 1816    | Corentin Le Gall          | SE        |                                                                                      |
| 1803                                     | 1809    | Jean Le Falchier          | SE        |                                                                                      |
| Les données manquantes sont à compléter. |         |                           |           |                                                                                      |

Listes des maires depuis 1803 sur le site des archives du Finistère.

### Équipement public

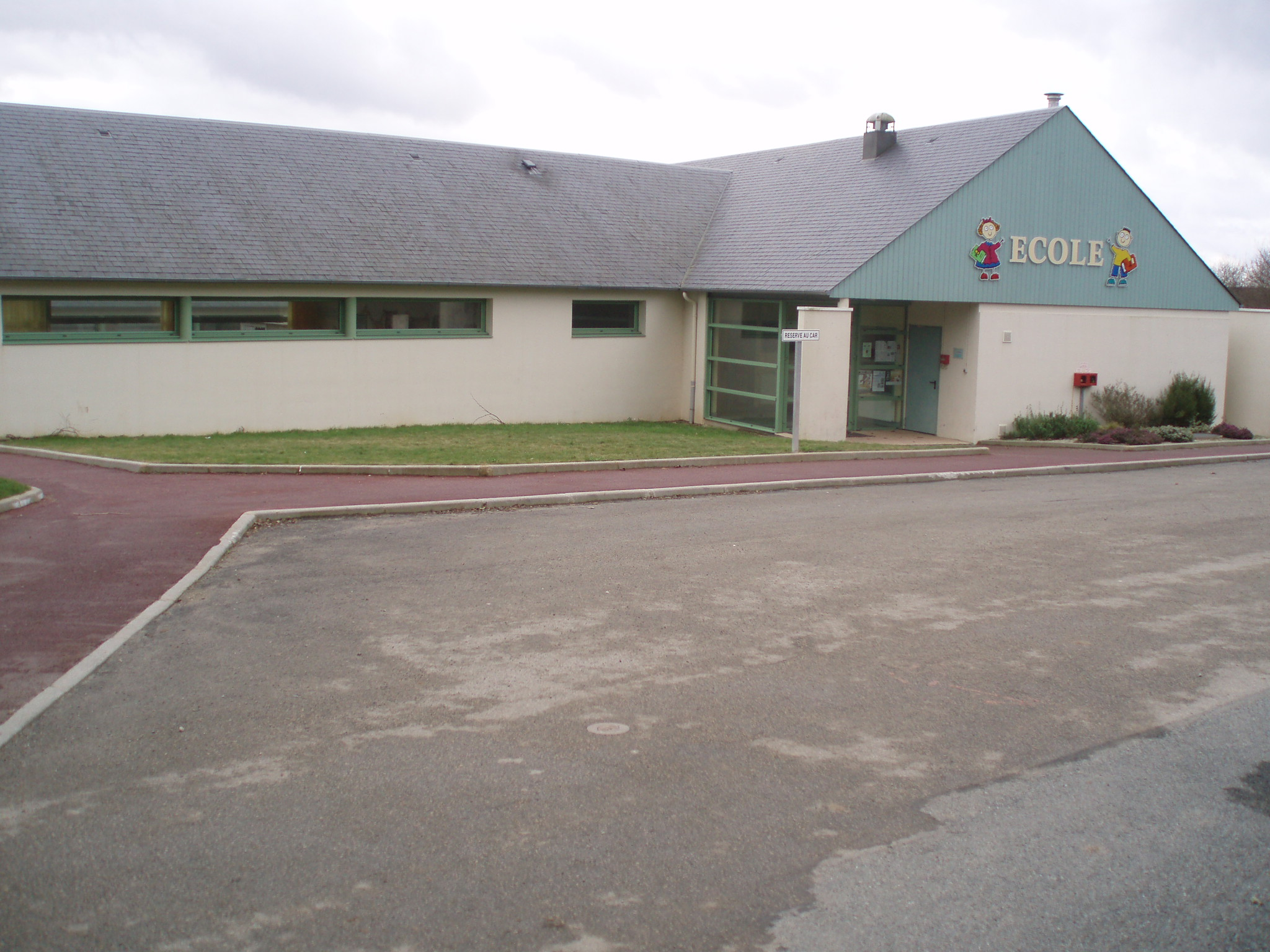
L'école de Loqueffret, accueillant des CM1 et CM2, en 2007.

Loqueffret dispose des équipements publics habituels d'une commune française de 400 habitants (mairie, école, quelques équipements sportifs), ainsi que du siège de Monts d'Arrée Communauté.

#### Politique et administration
Les services administratifs communaux sont regroupés au sein d'un bâtiment construit à la fin des années 1980 place de la mairie : on y trouve la mairie, la Poste et le siège de Monts d'Arrée Communauté.

#### Enseignement
À la suite de la baisse du nombre d'élèves dans leurs écoles primaires, Brennilis et Loqueffret ont décidé d'opérer un regroupement pédagogique intercommunal du primaire public, afin d'avoir des classes plus homogènes. Loqueffret accueille depuis la rentrée 2004 les maternelles de la commune et les CM1 et CM2 des deux communes dans un bâtiment construit pour l'occasion. À partir de la rentrée 2008, les CP y sont également regroupés. Un regroupement pédagogique intercommunal (RPI) est créé pour la rentrée 2010 entre les trois communes de La Feuillée, Brennilis et Loqueffret.

#### Sport et culture
Loqueffret dispose d'un boulodrome et de deux terrains de tennis extérieurs sur ciment. La salle polyvalente sert avant tout aux particuliers et aux associations.

## Patrimoine

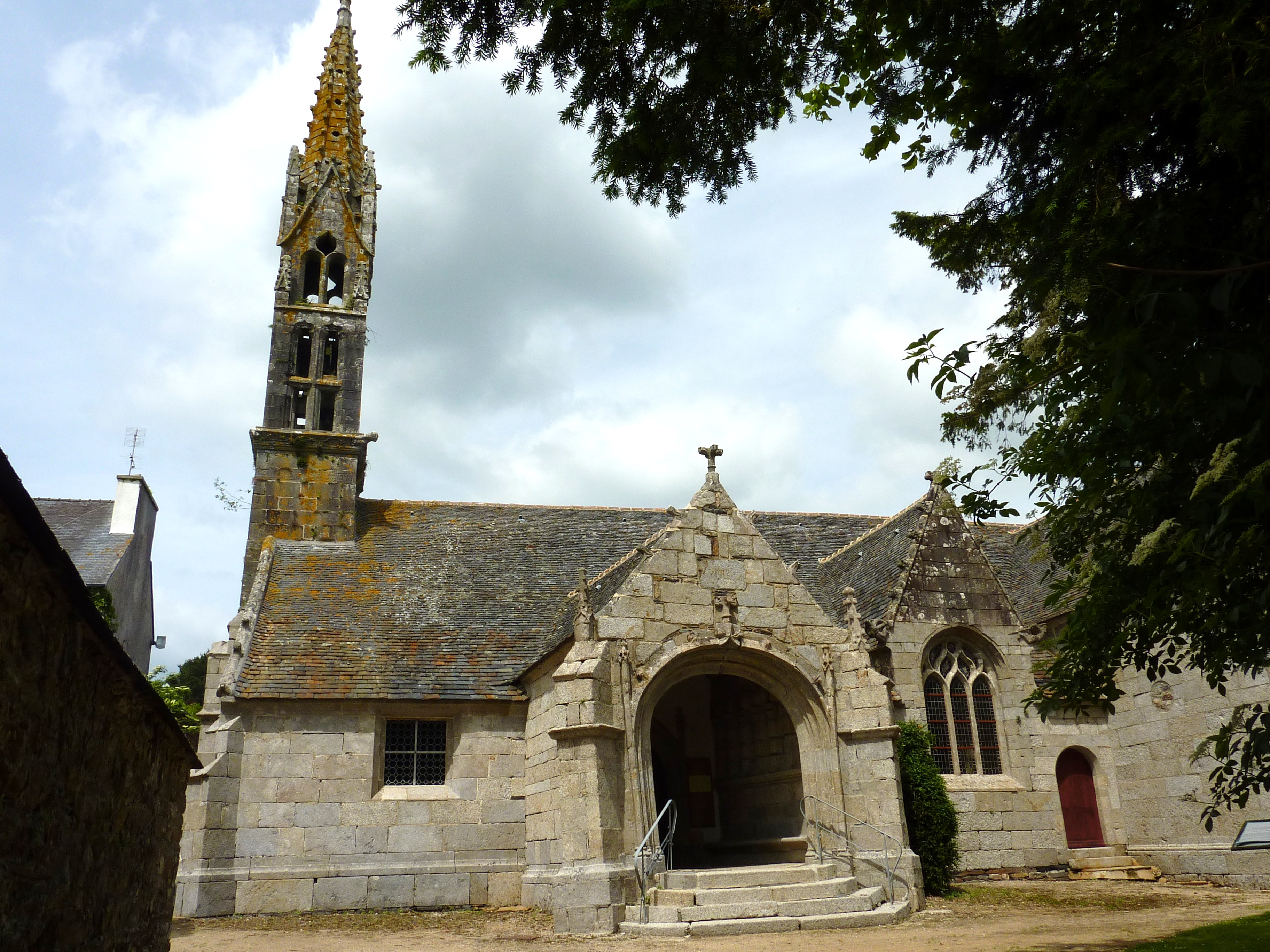
Église Sainte-Geneviève de Loqueffret vue du sud.

Le patrimoine bâti de Loqueffret est avant tout marqué par l'héritage religieux (calvaires, église, chapelles) et féodal (manoirs), les sites archéologiques et les forges ne subsistant plus qu'à l'état de traces. Le patrimoine culturel est marqué par les chiffonniers, et de nouveau la religion (pardon). Le patrimoine naturel, lui, est lié à la localisation de Loqueffret dans les monts d'Arrée.

### Patrimoine bâti
La commune possède quatre édifices protégés au titre des monuments historiques : l'église Sainte-Geneviève de Loqueffret et ses calvaires depuis 1916, la chapelle de la Croix et son calvaire depuis 1926, le calvaire de Rusquec depuis 1927 et le manoir du Rusquec depuis 1986. Son riche patrimoine a été inventorié fin 2008 dans le cadre du recensement du patrimoine architectural du parc naturel régional d'Armorique.

#### Église Sainte-Geneviève de Loqueffret et cimetière
L'église Sainte-Geneviève, au centre du bourg de Loqueffret, a été construite à partir de la fin du XVe siècle. En forme de Tau, bâtie en granit, de style gothique, elle possède deux grandes entrées : son portail Ouest plein cintre et le porche Sud, aux niches intérieures comprenant autrefois les statues des douze apôtres. Son toit est en ardoise. Son clocher, plusieurs fois reconstruit, a été achevé dans sa forme actuelle en 1771, sa flèche en 1850.

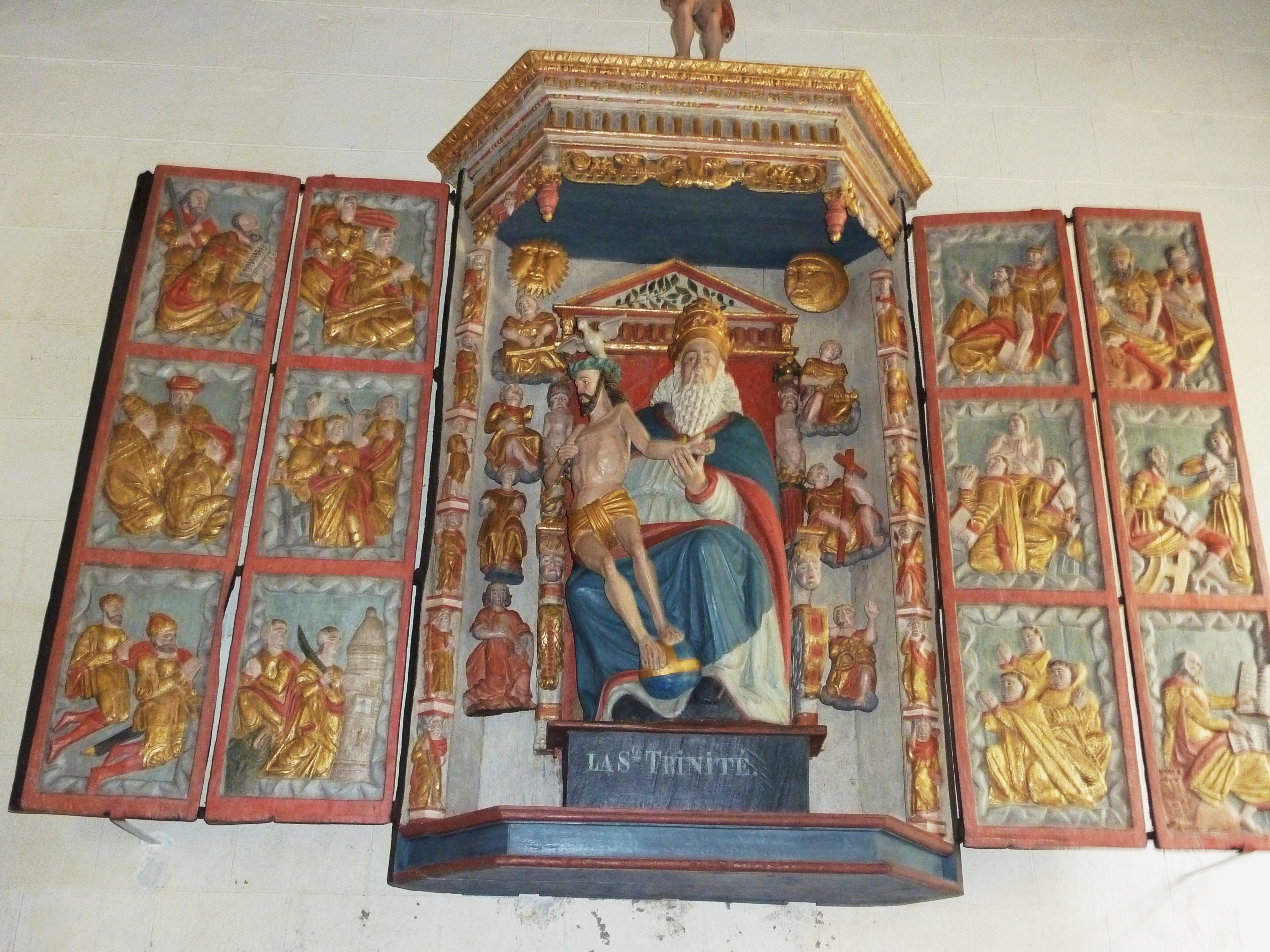
Niche à volets représentant la Sainte Trinité.

Elle comprend une nef avec bas-côté de trois travées et un transept irrégulier, de deux travées au nord avec chapelle en aile, et d'une travée au sud avec également chapelle en aile, et un chevet droit. Elle abrite de nombreuses statues. Dans le mobilier intérieur, se distinguent particulièrement le maître autel du Rosaire du XVIIe siècle, surmonté d'un retable, et la niche à volets de la Sainte Trinité, triptyque du XVIe siècle.
Son calvaire, construit à la fin du XVe siècle, qui a pour socle une table d'offrandes et un bénitier, porte au premier croisillon une Vierge et Jean, au second des larrons qui ont disparu, alors que la croix, le large titulus et le crucifix existent encore. Le cimetière, situé légèrement à l'Est, agrandi lors du transfert du cimetière de l'église, possède deux calvaires, l'un de la fin du XVe siècle, portant des personnages, l'autre daté de 1647, pourvu de deux croisillons et d'une croix fleuronnée.
Le doyen des 9 ifs qui entourent l'église (il a 3,15 mètres de circonférence à 1,30 mètre du sol) est peut-être contemporain du calvaire qui date de 1573.

#### Chapelle de la Croix

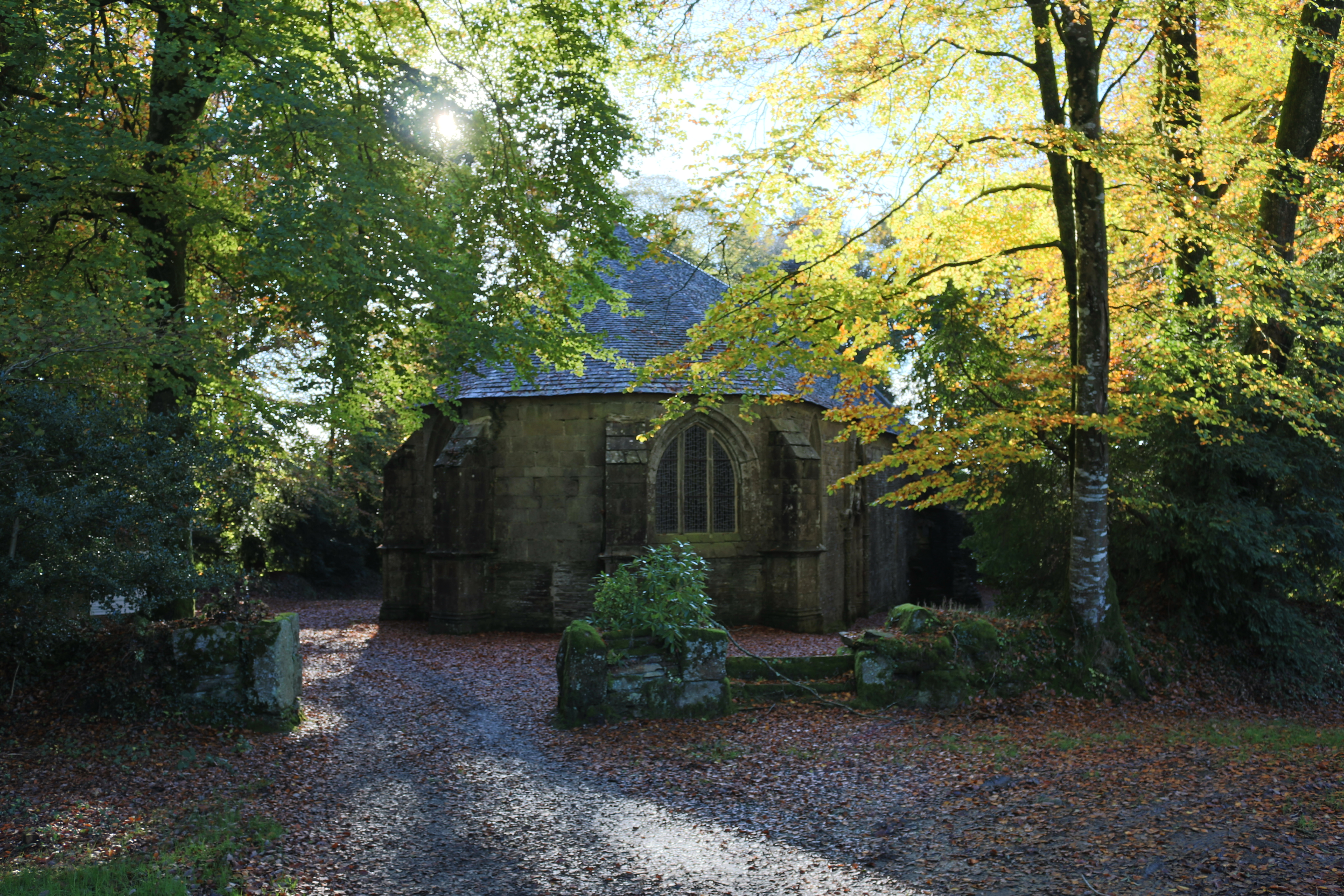
La chapelle de la Croix.

Située dans le bois de Bodriec, à l'extrême sud-ouest de Loqueffret, la chapelle de la Croix, bâti pour la famille de La Marche, propriétaire du manoir de Bodriec, est une chapelle du XVIe siècle (1522), « conforme au type général des chapelles rurales de Bretagne : de style gothique, elle présente un plan rectangulaire sans transept, terminé par un chevet à trois pans ». Un clocheton à dôme a été rajouté en façade en 1697, époque à laquelle le chevet a été remanié. Elle fait l'objet d'un pardon annuel. Le 16 juin 2007, elle a été profanée et incendiée. Les travaux de restauration se sont achevés en 2009.
Un calvaire à trois degrés de 1576 jouxte la chapelle. Il porte sur le premier croisillon des statues géminées Marie-Madeleine et Pierre, au centre, une Vierge de la Pitié, le second croisillon portaient un bon et un mauvais larron, seul le dernier est aujourd'hui conservé. La croix a disparu. L'ensemble de la chapelle compte également une fontaine de dévotion du XVIIIe siècle.

#### Le manoir du Rusquec

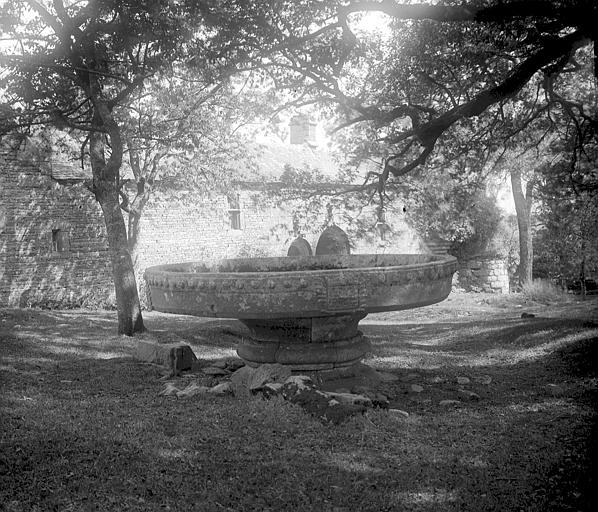
La vasque du manoir du Rusquec (photo début XXe siècle)

Le manoir du Rusquec, situé sur les rives de l'Éllez au sommet d'une colline à proximité de Saint-Herbot, est l'habitation des anciens seigneurs locaux, dont le premier apparut à la réformation de 1427. Construit au XVIe, il est signalé en 1844 par le Chevalier de Fréminville comme étant  «dans un grand état de délabrement ». Seuls subsistent aujourd'hui, à l'état de ruines, une partie du bâtiment d'origine, qui aurait été construit par Anceau du Rusquec et des vestiges de l'ancien corps de logis du milieu du XVIIe (construit par Alan de Kerlech du Chastel), bien que le manoir ait été rénové au début des années 1990 par ses propriétaires. Le puits, le pigeonnier et deux vasques situées dans le parc sont également classés. Le manoir était organisé en « trois enclos : du nord au sud, le potager, puis le logis et ses dépendances, des remises, crèches, puits, aire à battre, fuie, et, en contrebas, le verger ».
On trouve également au Rusquec un calvaire supportant un groupe formé des trois croix, de la Pietà et des Saintes femmes, s'élevant au-dessus d'un fût en forme de tronc d'arbre avec base polygonale, classé en 1927. « Ensemble exceptionnel dans ce secteur du Finistère et à l'échelle de ce secteur des monts d'Arrée », il a « un statut patrimonial majeur ».
Charles Le Goffic a écrit au sujet du Rusquec : « Le Rusquec est justement au beau milieu d'un (...) chaos, entre la cascade de Saint-Herbot et les landes désolées de Loqueffret, sur un grand keep boisé où des ormes, des chênes et des hêtres qui ont vu les croisades et la chevalerie entretiennent une humidité perpétuelle : si l'on est point céans dans un tombeau, on y fait du moins l'apprentissage de l'Au-Delà. » La légende, quant à elle, dit que la propriété était habitée par le géant Guévrel.
Le manoir du Rusquec est ainsi décrit en 1927 :

« Tou à coup le manoir se dresse dans toute sa robuste structure, coiffé de lierre et de mousse. C'est un bâtiment ancien qui a dû voir des révolutions et des siècles ; la guerre et le temps ont quand même fait quelques brèches au mur percé de meurtrières et vraiment le donjon qui subsiste encore est bien dans son cadre. (...) Une magistrale porte est encastrée dans une ogive de pierre où court un reste de frise. (...) Une vasque de pierre où le cheval de Troie, s'il avait été de chair et d'os, eût aisément pu s'abreuver,(...) attire son attention. Elle a trois longueurs d'hommes dans son diamètre et sa hauteur dépasse cinq pieds. Un énorme chêne y trempe ses dernières feuilles, cuivrées et desséchées. C'est le seul arbre du Rusquec, mais ses branches couvriraient toute une génération tant elles sont étendues. Sur l'aile gauche de la bâtisse une poivrière donne comme un secret. On a du s'en servir autrefois comme oubliette car aucune ouverture n'y est apparente. Un lierre nerveux l'entoure de se sreplis et de ses touffes épaisses. (...) À gauche encore, un mur croule au pied d'un bouleau naissant (...). »

#### Calvaires

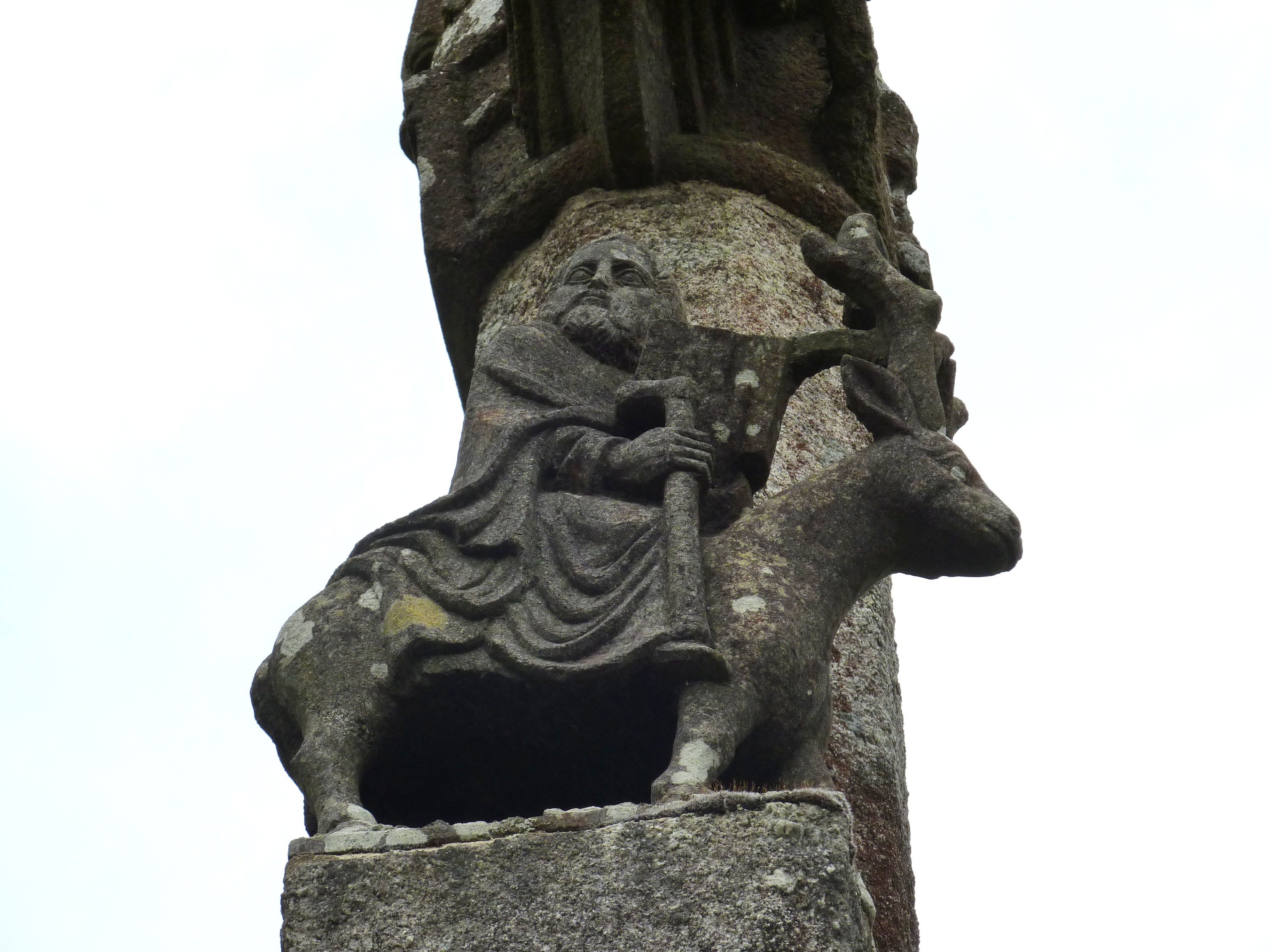
Calvaire de Kerdern/Birilit: statue de saint Edern sur son cerf.

Loqueffret possède également cinq autres calvaires, à :
- Couzanet (1560-1570), écots et une croix moderne ;
- Keredern/Bilirit (1625), portant une statue de saint Edern et une Vierge à l'enfant ;
- un deuxième calvaire au Rusquec (1630), portant des armoiries ;
- Rundol (1635), croix monolithe de section octogonale, fût brisé en deux pièces ;
- Ty-an-Doa (1642), croix monolithe de section octogonale.

On trouve également trois croix monumentales au bourg (1636), Poulfoan (1640) et au cimetière (1647).

#### Autres éléments du patrimoine bâti
- Un ancien pont en dalles monumentales de granit sur l'Éllez, reliant Kermarc, lieu-dit du Nord de Loqueffret, à Cosforn, lieu-dit du Sud de Brennilis au gué de Mardoul[156]. Cet ouvrage « intéressant et rare », « difficile à dater », est en très mauvais état, bien qu'appartenant à la commune. Les différents tumulus sont pour la plupart détruits ou très dégradés ; les « manoirs », délaissés, revendus, « tombèrent en ruine au cours des siècles » (tels ceux de Bodriec et Quistillic)[78].
- Un ancien pavillon de chasse situé au lieu-dit Manoir de Kerguéven et construit au début du XXe siècle[157].
- Le monument aux morts taillé dans la pierre de Kersanton, simple et modeste, de forme pyramidale, il est surmonté d'une croix. Il fut inauguré en juillet 1921[158].

### Musées

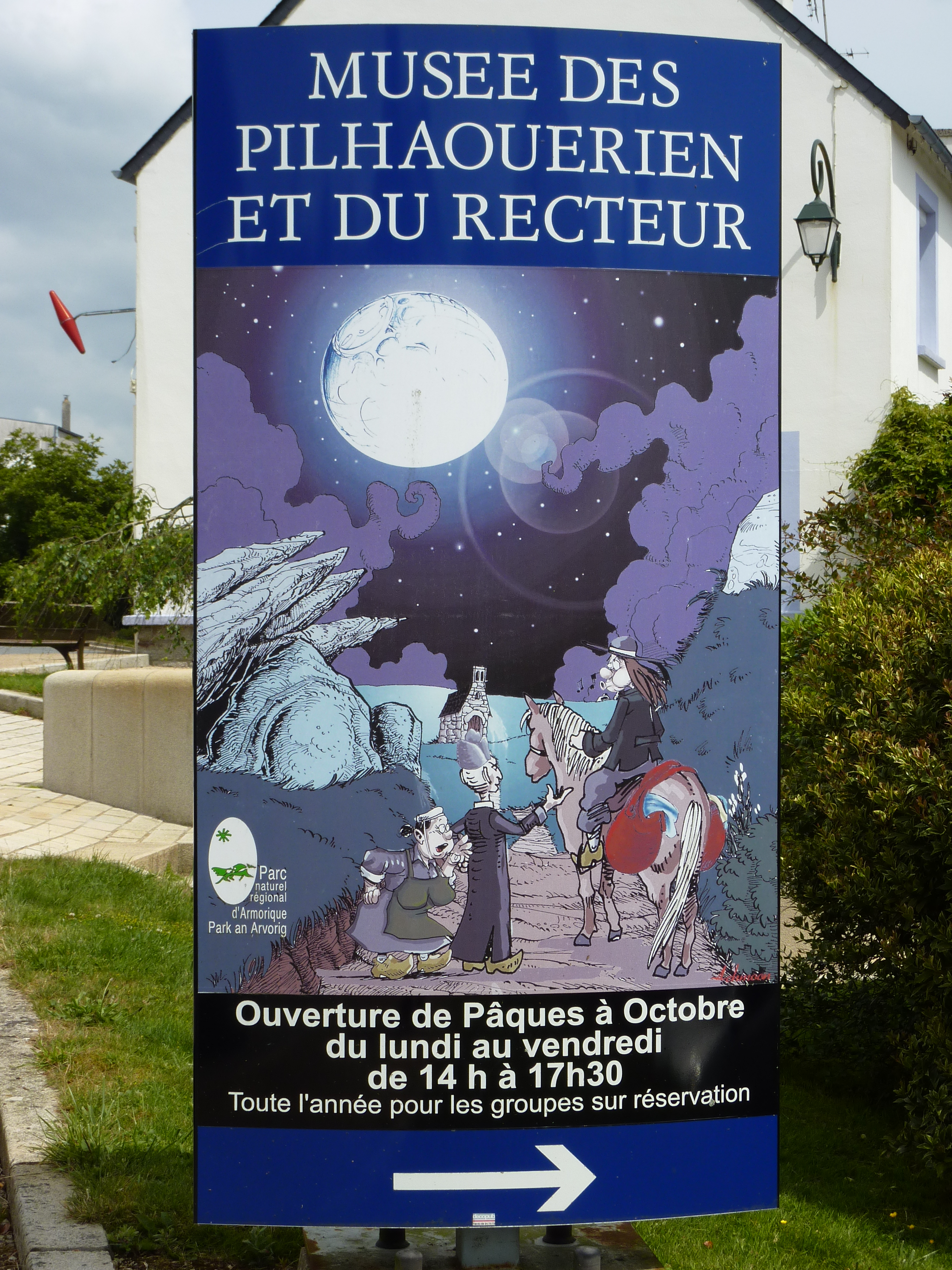
Le panneau indiquant le musée.

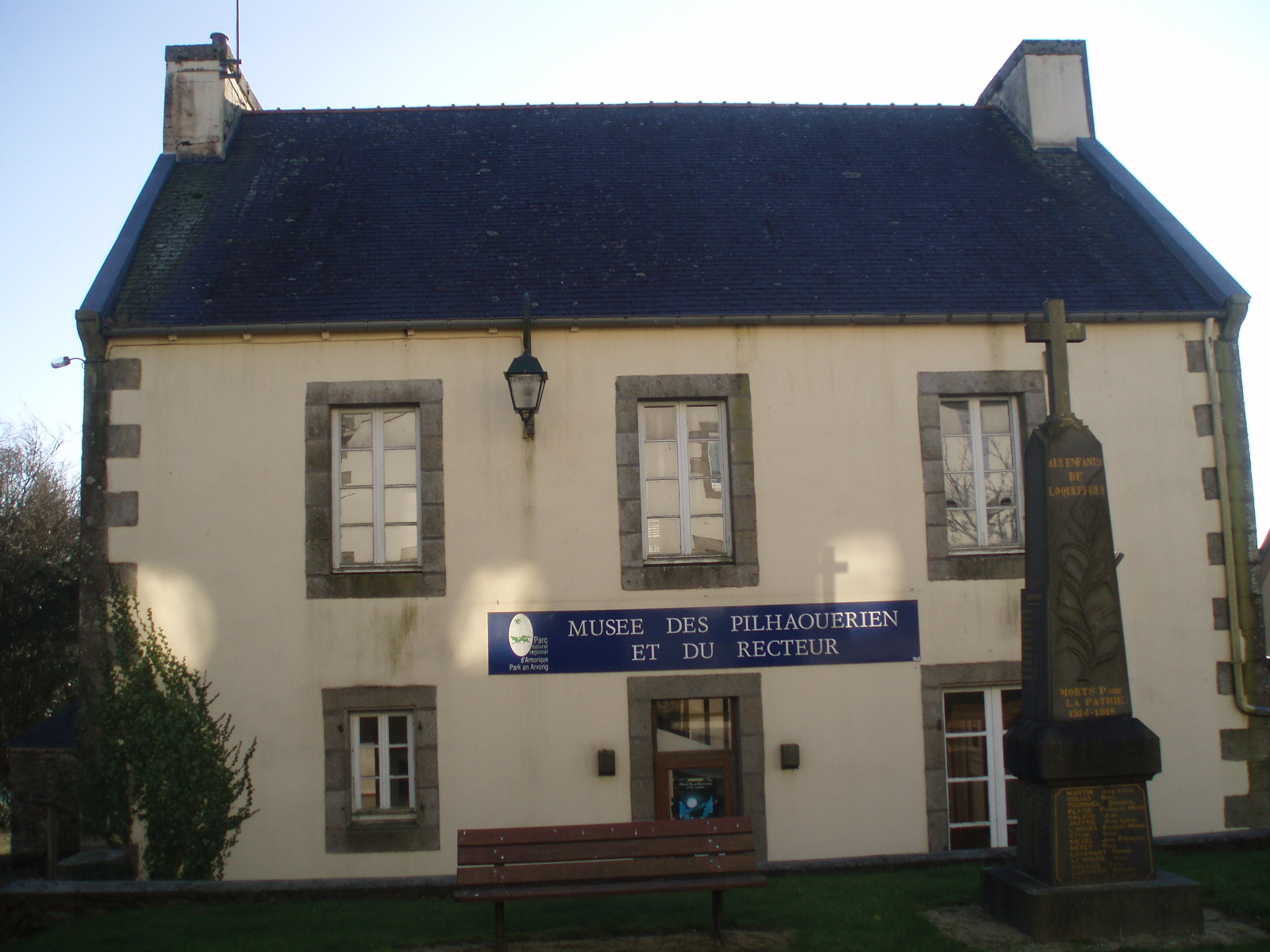
Musée des pilhaouerien et du recteur.

Loqueffret dispose de deux musées, gérés par le parc naturel régional d'Armorique, et ouverts sur réservation :
- le musée du Recteur, situé dans l'ancien presbytère, retrace la vie d'un curé breton et de ses paroissiens au XIXe siècle ;
- le musée des pilhaouerien retrace la vie de ces marchands ambulants.

### Un patrimoine naturel reconnu
Grâce à son inscription dans les monts d'Arrée (plus vaste ensemble de landes atlantiques de France), et plus précisément dans le Yeun Elez (plus grand complexe de tourbières de Bretagne, plus grand peuplement de castors et de loutres breton), espaces originaux et diversifiés, le patrimoine naturel de Loqueffret est assez fortement protégé : la commune appartient au parc naturel régional d'Armorique, dont elle accueille deux musées, ainsi qu'à l'espace Natura 2000 « Monts d'Arrée Centre et Est ».
Au-delà de cette reconnaissance générale, la commune possède en propre quelques sites d'intérêt local, dont le principal est le chaos de Saint-Herbot. Ce dernier accueillit jusqu'à la construction du barrage du Rusquec en 1929 une cascade citée par tous les dictionnaires et guides touristiques du XIXe siècle pour sa beauté : « Un des plus beaux sites de Bretagne se trouve dans la commune de Loqueffret, c'est la cascade de Saint-Derbot (sic). Située au milieu de terrains tellement incultes qu'il semble que l'homme n'y ait jamais passé, au milieu de ces sauvages pentes des montagnes d'Arès (sic), cette cascade est une espèce de gouffre parsemé de blocs de rochers énormes, et dans lequel, après la saison des pluies, vient se jeter un torrent qui tombe de plus de 50 m. de haut. L'Italie présente des cascades plus belles que celle de Saint-Derbot, mais elle n'en a pas qui soient d'un aspect aussi saisissant. » Aujourd'hui, il reste une filet d'eau qui forme une petite cascade en hiver, lorsqu'il pleut beaucoup.
Le gué de Mardoul, ancien lieu préféré de baignade des Loqueffretois, possède également un petit chaos, dont certaines pierres gardent des traces de leur passé de rocher sacrificiel. Le pic et la gorge de Run Du, entre Brasparts et Loqueffret, offrent un autre beau paysage.

## Culture

### Événements culturels et sportifs
La vie culturelle de Loqueffret est limitée aux fêtes, concerts et repas organisés par les associations (Bazhvalan, anciens combattants, Pilhaouriens, amicale des chasseurs, Troisième âge, etc.), généralement des festoù-noz ou un loto, tous événements qui prennent place dans la salle polyvalente. Le bourg accueille un fest-noz annuel grâce à l'association Bazhvalan. Le pardon de la chapelle de la Croix a lieu annuellement, et est le dernier reste du fort ancrage de la religion catholique dans la région.
Un critérium cycliste ouverts aux professionnels, le Circuit des Pilhaouers, eut lieu à Loqueffret au moins de 1951 à 1969, et de grands noms du cyclisme breton figurent à son palmarès. Joseph Thomin détient le record des victoires: quatre, en 1951, 1954, 1955 et 1966,. Guy Daffniet l'emporta en 1956, chaque fois devant Jean Bourlès, qui triompha les deux années suivantes,. La course fut ensuite courue par les indépendants, d'anciens professionnels redevenus amateurs, puis par des amateurs hors-catégories, quand celle des indépendants fut supprimée, en 1965. Parmi les vainqueurs figurent aussi Guy Ignolin (1967) et François Le Bihan (1969). La course, réservée aux amateurs, se déroula irrégulièrement jusque dans les années 1980.

### Loqueffret dans les arts
Le collecteur La Villemarqué a trouvé à Loqueffret une pièce de son recueil le Barzaz Breiz, comme le rappelle l'historien Joël Cornette: "En juillet 1835, il prend ainsi, à Loqueffret, sous la dictée d'une vieille femme de quatre-vingt-trois ans, habitante des bois du Rusquec, une version de la gwerz du marquis de Guerrand".
Vers 1860, le curé de Loqueffret, Toussaint Bodeur, écrit une chanson qui deviendra célèbre: Son ar pilhaouer (Le chant du pilhaouer), dans laquelle il donne de cette profession une vision peu flatteuse, répandue à l'époque: Marivonig zo dimezet / Gant ur flaerius pilhaouaer (bis) / E Lokeored ez eo ganet / E koumanant Toull-al-Laer. (Marivonig est mariée / A un chiffonier malodorant / C'est à Loqueffret qu'il est né / Au domaine congéable de Toull-a-Laer). Toull-al-Laer signifie Le Trou du Voleur, hameau qui n'existe pas à Loqueffret, mais ce toponyme fictif déprécie évidemment l'image du chiffonier. L'écrivain Kerlann donna une version moins péjorative de ce chant: Me zo Laouik va ano / ‘Kreiz ar menez on ganet (bis) / Tu bennak ‘kostez ar C'hozhkêr /E parrezig Lokeored (Mon nom est Laouik / Je suis né au milieu de la montagne / Quelque part près du vieux village / Dans la petite paroisse de Loqueffret.
L'action du roman Croc d'argent de Charles Le Goffic se passe en grande partie à Loqueffret. 
Dans La Légende de la mort chez les Bretons armoricains, Anatole Le Braz évoque "des êtres de stature et de puissance plus qu'humaines, comme ce Gewr, enseveli dans la montagne de Loqueffret, et qu'il fallut plier neuf fois sur lui-même pour l'y faire tenir tout entier." Ce personnage a, de fait, donné son nom au rocher de Roc'h Begheor, qui se situe entre Loqueffret et Saint-Herbot, surplombant la vallée qui donne sur le bassin de Châteaulin, ainsi qu'au hameau de Blenguéor (Lein Gewr:colline de Gewr), situé en contrebas. 
Dans Herri Saoudua, poème bilingue publié dans Manoir secret en 1964, Pierre-Jakez Hélias brosse le portrait d'un pilhaouer, un chiffonnier originaire de Loqueffret: "Sur le poil doré, le cul bien à l'aise, / Il trotte aujourd'hui de lune en soleil / Depuis Plougastel, où mûrit la fraise, / Jusqu'à Loqueffret, qui sent le méteil".
Hervé Jaouen situe en partie l'action de son roman policier La Mariée rouge à Loqueffret et Saint-Herbot: "Après Châteauneuf-du-Faou, ils prirent la route de Plonevez-du-Faou. Arrivés là, ils se dirigèrent vers Loqueffret. C'était le désert breton. Les maisons étaient rares, la circulation inexistante, hormis quelques tracteurs. [...] La Ford fit halte à Saint-Herbot, hameau de quelques maisons groupées, dans une anarchie typique d'un urbanisme révolu, autour d'une église insolite, au clocher carré, très anglican". Un téléfilm dirigé par Jean-Pierre Bastid a été tiré de ce roman en 1985.
En 1977, le dessinateur Jean-Claude Fournier représente, à la p. 5 de l'album L'Ankou, l'auberge de l'Elez, qui se situe à l'entrée de Saint-Herbot. L'action de cet épisode des aventures de Spirou et Fantasio se déroule à Brennilis et Loqueffret, les deux villages sur le territoire desquels a été installée une centrale nucléaire.

### Personnalités liées à la commune
L'écrivain Pascal Rannou y a vécu toute son enfance. Il est resté fortement imprégné de cet environnement, comme le montre son premier roman, Sentinelles de la mémoire.
Mari Kastellin (Marie de Chateaulin), de son vrai nom Marie-Anne Rolland, épouse de Jean Le Chalony, née à Loqueffret en 1845. C'est la plus connue des vendeuses de chansons. Elle habitait Quimperlé mais on la retrouvait dans tous les pardons, du pays bigouden au Trégor, chantant et vendant ses textes imprimés sur feuilles volantes, tractée par son attelage de chien.